# Житомир
Житомир (МФА: [ʒeˈtɔmer] ( прослухати)) —  місто на Півночі України, адміністративний центр Житомирської області та Житомирського району, центр Житомирської міської громади. Населення — 261,6 тис. осіб (01.01.2022), територія — 61 км². Місто поділяється на Богунський та Корольовський райони.
Житомир є важливим транспортним вузлом: через місто пролягає автошлях міжнародного значення М06E40, E583, який поєднує Київ зі Львовом, Варшавою та Ізмаїлом, а також автошлях М21.
Головними вулицями є Київська, проспект Незалежності, Велика Бердичівська, Чуднівська, Перемоги. На річці Тетерів розташований Гідропарк.
Належить до столичного економічного району. Основними галузями економіки міста є легка, переробна та харчова промисловість. Житомир є культурним та освітнім центром області.

## Географія
Місто Житомир розташоване на північному заході України, майже з усіх боків місто оточене лісовими масивами, на берегах річки Тетерів (район Старий Житомир). Через місто також протікають річки Кам'янка, Лісна, Крошенка, Польова Кам'янка, Путятинка, Довжик. Також частково збереглись невеликі русла Великої Путятинки, Видумки, Вошивиці, Коденки, Кокаричанки, Поповки, Рудавки, Рудні, Ставровки, Щенявки, частина з яких зараз протікає в трубах під землею. Старовинна частина Житомира розміщена на трьох скелястих пагорбах над річкою Кам'янкою — на горах Охрімовій, Замковій та Петровській. Історичний і фактичний центр Житомира географічно знаходиться в його південній частині.

### Вулиці Житомира
Центральним майданом міста є Соборний майдан. Одним з центральних є також майдан Корольова, від якого бере початок найвідоміша, але невелика за довжиною, центральна прогулянкова вулиця (схожа  на Андріївський узвіз у Києві та Дерибасівську в Одесі) — це вулиця Михайлівська, яка має характерну особливість — є суто пішохідною, рух транспорту нею заборонено, крім окремих необхідних випадків при невеликій швидкості. Основні магістральні вулиці, що сполучають центр міста з околицями: Київська, Велика Бердичівська, Чуднівська, Перемоги, Покровська. Проспект Миру — є «воротами» міста із заходу, а Київське шосе — зі сходу. Їх поєднує проспект Незалежності, що «транзитом» оминає середмістя з півночі та пролягає крізь промислову зону.

### Мікрорайони (місцевості) міста
Старе місто оточують нові мікрорайони, назви яких запозичені від колишніх приміських сіл чи віддзеркалюють давні «професії» цих місцевостей: Хмільники, Крошня, Видумка, Довжик, Смоківка, Корбутівка, Смолянка, Левківка, Поруб, Мальованка, Музикалка та інші. У Житомирі існують як мікрорайони, так і місцевості, що склалися історично, а також неформальні топоніми.
Місцевості, що склалися історично:
Місцевості здебільшого являють собою колишні приміські хутори, передмістя й слободи, що оточували Старе місто.
Історичним ядром міста є місцевості, на яких розкинувся старовинний (середньовічний) Житомир. Це Замкова гора, Охрімова Гора, Петровська Гора та Поділ.
Протягом XIX століття місто розросталося на північ, схід та південь й поглинуло колишні приміські поселення: Рудню (на північному заході), Гончарну Слободу (на північному сході), Російську Слобідку (на південному заході). Станом на кінець XIX сторіття сформоване Старе місто, яке зусібіч оточували тодішні поселення, що згодом увійшли до меж міста та нині являють собою місцевості, що склалися історично:
- із заходу — Павликівка, Закам'янка та Мальованка;
- з північного заходу — Нова Рудня, Кокоричанка, Каракулі та Сурина гора;
- з північного сходу — Гейнчівка (Перша Хінчанка);
- зі сходу — Путятинка, зокрема, хутір Сейферта, Кашперівка й Левківка;
- з південного сходу — Кривий Брід, Перша Смолянка.

Ці назви й нині існують на мапах міста, проте загальновживаними містянами є лише декілька з них.
Внаслідок розширення меж Житомира протягом 1930—1970-х роках, колишні окремі населені пункти, що оточували місто, стали його історичними місцевостями. Першою чергою до межі міста увійшли Корбутівка, Стара Рудня, Богунія (у тому числі хутір Шевченка) (нині — західні околиці); Друга Смолянка, Мар'янівка (нині — східні околиці). Згодом приєднані:
- з північного сходу — Затишшя, Смоківку;
- зі сходу — Хінчанку;
- з південного сходу — Станишівський Поруб (у тому числі Солдатську слобідку);
- з північного заходу — Соколову Гору (у тому числі Видумку, Лісове);
- з півночі — Крошню, яка в свою чергу складалася з колишніх сіл Чеської Крошні, Української Крошні та Нової Крошні.

Мікрорайони:
Радянський містобудівний підхід передбачав створення мікрорайонів, що являли собою багатоповерхові житлові масиви із закладами культурно-побутового обслуговування населення, а також промислових вузлів. У Житомирі, протягом другої половини XX століття з'явились такі топоніми, як Східний мікрорайон, Східний промвузол, Північний промвузол, мікрорайон ЗІЛ, Хмільники, мікрорайон БОС.
У новітній час передбачене створення мікрорайону котеджної забудови Злата Рудня.
Неформальні топоніми:
Внаслідок створення великих промислових підприємств або закладів, місцевими мешканцями почали ідентифікуватися місцевості довкола цих підприємств (установ) саме за назвами цих підприємств (установ), часто скороченими. Такими місцевостями в Житомирі є Чулочка, Музикалка, Бумажка, Промавтоматика, Гормолзавод, Кирпичний (остання назва вживається рідко), а також Пєрвосовєцька, Виставка, Вокзал, Коври, Каштан, Сінний, Ялинка, Гідропарк. Існують неформальні топоніми, назви яких пояснюються природніми особливостями місцевостей: Болото, Поляна, Яма, Горб, Кавказ, БАМ, Байконур. Загальновживана назва Східного мікрорайону — Польова  (раніше на цьому місці розташовувалося поле), який своєю чергою, поділяється на Верхню Польову та Нижню Польову, в залежності від рельєфу місцевості.
Окремо варто вирізнити назву місцевості «Баба Іра», що означає місцевість в історичній місцевості Чеській Крошні та походить від імені буфетниці, яка працювала в пивній на тодішній вулиці Щорса.
Деякі назви місцевостей походять від назв вулиць або зупинок громадського транспорту — Польова (стара назва вулиці Вітрука), Малікова, Шевченка-Бородія, Восточна (Східна), Довженка, Героїв Десантників, Максютова. Під цими назвами мається на увазі не лише забудова певної вулиці з такою назвою, а й довколишні квартали. Окремо вирізняються топоніми Бульвар в районі Старого та Нового бульварів та Площа в районі трьох площ —  Соборної, Перемоги, Замкової.
Останнім часом поширюються топоніми, що походять від новозбудованих торговельних центрів протягом останніх десятиліть: Глобал, Ринг, Метро, Дастор тощо. Такі назви позначають місцевість довкола торговельних центрів.
Доволі часто неформальні топоніми або мікрорайони топографічно накладаються на місцевості, що склалися історично. Одним з прикладів є місцевості Чулочка та Малікова, які топографічно накладаються на різні частини мікрорайону Хмільники, який в свою чергу, знаходиться на території історичної місцевості Кокоричанка.

### Парки та сквери міста
На південно-західній околиці на берегах Тетерівського водоймища розташований [[Гідропарк (Житомир)|гідропарк, до складу якого входить Корбутівський парк. У місті та приміській лісопарковій зоні розташовані санаторії.
Шодуарівський парк (колишній — парк імені Ю. Гагаріна) розташований в історичному центрі міста, який заснований Бароном де Шодуаром; статус міського парку отримав у 1964 році.
Парк «Природа» розташований за підвісним мостом над річкою Тетерів, у південній частині міста.
Смоківський парк знаходиться у північно-східному напрямку міста по Київському шосе.
Парк «Замкова гора» знаходиться на житомирській Замковій горі. В центрі  парку розташований камінь на честь заснування міста.
В місті існують сквери: сквер Корольова, сквер Героїв Небесної сотні, Соборний сквер, Мальованський сквер, сквер Короленко, сквер Згоди, сквер Перемоги, Театральний сквер, Сквер біля суду.

### Мости міста
Окрасою міста є мости. Це Бердичівський, Богунський, Дачний, два Залізничних, Київський, Крошнянський, Левківський, Лісний, Підвісний, Подільський, Руднянський, Соколовський, Хінчанський, Чуднівський. Найцікавішим із них є металевий Підвісний — через річку Тетерів у Шодуарівському парку, який споруджено 1981 року. Міст утримується вантами, перекинутими через два 70-метрових пілони на висоті майже 40 метрів. Довжина мосту 300 метрів. З мосту відкривається чудовий краєвид на прибережні схили, старовинні райони міста Мальованку, Корбутівку та 37-метровий монумент Слави.

### Клімат
Місто перебуває у природній зоні, яка характеризується вологим континентальним кліматом з теплим літом. Найтепліший місяць — липень із середньою температурою 17.8 °C (64 °F). Найхолодніший місяць — січень, із середньою температурою -4.4 °С (24 °F).
| Клімат Житомира         | Клімат Житомира | Клімат Житомира | Клімат Житомира | Клімат Житомира | Клімат Житомира | Клімат Житомира | Клімат Житомира | Клімат Житомира | Клімат Житомира | Клімат Житомира | Клімат Житомира | Клімат Житомира | Клімат Житомира |
| Показник                | Січ.            | Лют.            | Бер.            | Квіт.           | Трав.           | Черв.           | Лип.            | Серп.           | Вер.            | Жовт.           | Лист.           | Груд.           | Рік             |
| Абсолютний максимум, °C | 11              | 15              | 21              | 24              | 29              | 31              | 32              | 32              | 28              | 23              | 15              | 12              | 32              |
| Середній максимум, °C   | −2              | −1              | 3               | 11              | 18              | 21              | 22              | 22              | 17              | 11              | 3               | 0               | 10              |
| Середня температура, °C | −4              | −3              | 1               | 7               | 13              | 16              | 17              | 17              | 13              | 7               | 1               | −2              | 7               |
| Середній мінімум, °C    | −7              | −7              | −2              | 3               | 8               | 12              | 13              | 12              | 8               | 3               | 0               | −4              | 3               |
| Абсолютний мінімум, °C  | −31             | −27             | −23             | −5              | −1              | 3               | 5               | 0               | −3              | −7              | −20             | −22             | −31             |
| Днів з опадами          | 20              | 16              | 14              | 12              | 11              | 12              | 12              | 10              | 11              | 11              | 17              | 21              | 167             |
| Днів з дощем            | 6               | 5               | 8               | 11              | 11              | 12              | 12              | 10              | 11              | 10              | 12              | 9               | 117             |
| Днів зі снігом          | 16              | 13              | 9               | 2               | 0               | 0               | 0               | 0               | 0               | 1               | 8               | 14              | 63              |
| ----------------------- | --------------- | --------------- | --------------- | --------------- | --------------- | --------------- | --------------- | --------------- | --------------- | --------------- | --------------- | --------------- | --------------- |
| Джерело: Weatherbase    |                 |                 |                 |                 |                 |                 |                 |                 |                 |                 |                 |                 |                 |

## Адміністративний поділ
Територія міста поділяється на два адміністративні райони:
| Район               | Населення  | Площа  |
| ------------------- | ---------- | ------ |
| Богунський район    | 147,5 тис. | 30 км² |
| Корольовський район | 114,1 тис. | 31 км² |

## Історія

### Заснування

#### Назва
Житомир належить до найдавніших міст України. За місцевою легендою, яку записав історик XIX століття, священник Микола Трипольський, місто започатковано близько 884 року, і свою назву отримало від імені руського дружинника київських князів Аскольда та Діра — Житоми́ра, що нібито відмовився служити Олегу, сховався в лісах і оселився на високій скелі при злитті рік Кам'янки й Тетерева. Згодом над глибоким (близько 30 метрів) урвищем над Кам'янкою збудували дерев'яний замок (зараз на Замковій горі у цьому місці розташований філіал обласного архіву).

Історичні світлини XIX століття
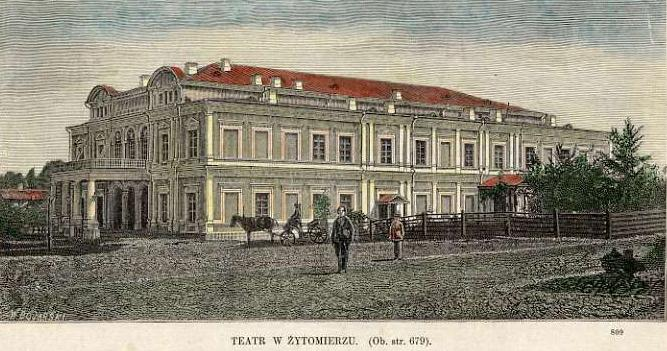
Театр у Житомирі

Відомий чеський вчений-славіст Павло Йосиф Шафарик доводив, що древнє городище — майбутній Житомир — виникло як центр племені житичів, що входило в племінний союз древлян. Назва міста — мир житичів, як і самого племені, основним заняттям якого було хліборобство, виникла від важливої в цьому краї культури — жита, що культивується тут із незапам'ятних часів. Є свідчення про те, що в давнину навіть у центрі міста сіяли жито, ячмінь. Про місто говорили: «мир і жито», «мир житичів». Можливо також, що Житомир — це скорочена форма від слова «животомир», тобто символ мирного спокійного життя.
Відомо також, що чоловіче ім'я Житомир поширене в Хорватії та Сербії. Також назва Житомир, поряд з назвами Київ, Боярка, Радичі зустрічається на території колишньої Югославії.

#### Археологічні розкопки
Археологами виявлені поблизу міста поселення і кургани епохи бронзи, ранньої залізної доби. В межах міста розкопано також могильники VII століття та залишки староруського городища Х — XIII століть. У 1878 році київський професор Володимир Антонович почав розкопки в околицях Житомира давньоруського городища Х—XI століть. З 1886 року археологічні розкопки на території міста вів Сергій Гамченко, результатом яких була його монографія «Житомирський могильник».
У 1990 році в Житомирі на базі обласного спортивно-туристичного клубу «Полісся» була створена група спелеологів, яка розпочала вивчення підземних ходів міста та області. В огляді та науковій розробці знахідок брали участь, зокрема, М. Ю. Брайчевський, С. О. Висоцький. Дослідження підземель міста продовжується.
6 жовтня 2016 року на Великій Бердичівській вулиці у середньовічне підземелля провалився бульдозер
На дослідження було виділено 300 тис. грн. З 16 жовтня до середини грудня 2016 року проходили археологічні розкопки на Замковій горі, де зародилося стародавнє місто.
Виявилося, що культурний шар Житомира сягає п'ять метрів і більше.
Археологи знайшли старовинний посуд, предмети побуту, монети часів Київської Русі (882—1240), празькі гроші часів правління короля Вацлава ІІ (1271—1305), козацькі люльки XVI століття, мушкетні кулі тощо.
За словами старшого наукового співробітника Житомирського обласного краєзнавчого музею Олександра Тарабукіна, вперше на території Житомирщини знайдена монета з арабською в'яззю та візерунками.

### Середина XIII— кінець XIX століття
Перша літописна згадка про Житомир відноситься до 1240 року, у зв'язку з походом на захід війська Батия, після розгрому Києва. Житомир, під час монголо-татарського нашестя, було цілком розорено й зруйновано. До XVII століття місто постраждало від татар ще кілька разів.
У 1444 році Житомир одержав магдебурзьке право. Місто поступово росло, будувалося, розвивалися ремесла, торгівля. Його центром і найзначнішою спорудою був замок. У 1540-х роках XVI століття замок був перебудований і укріплений за проєктом місцевого зодчого Семена Бабинського. Товсті стіни були оточені оборонним ровом, заповненим водою.

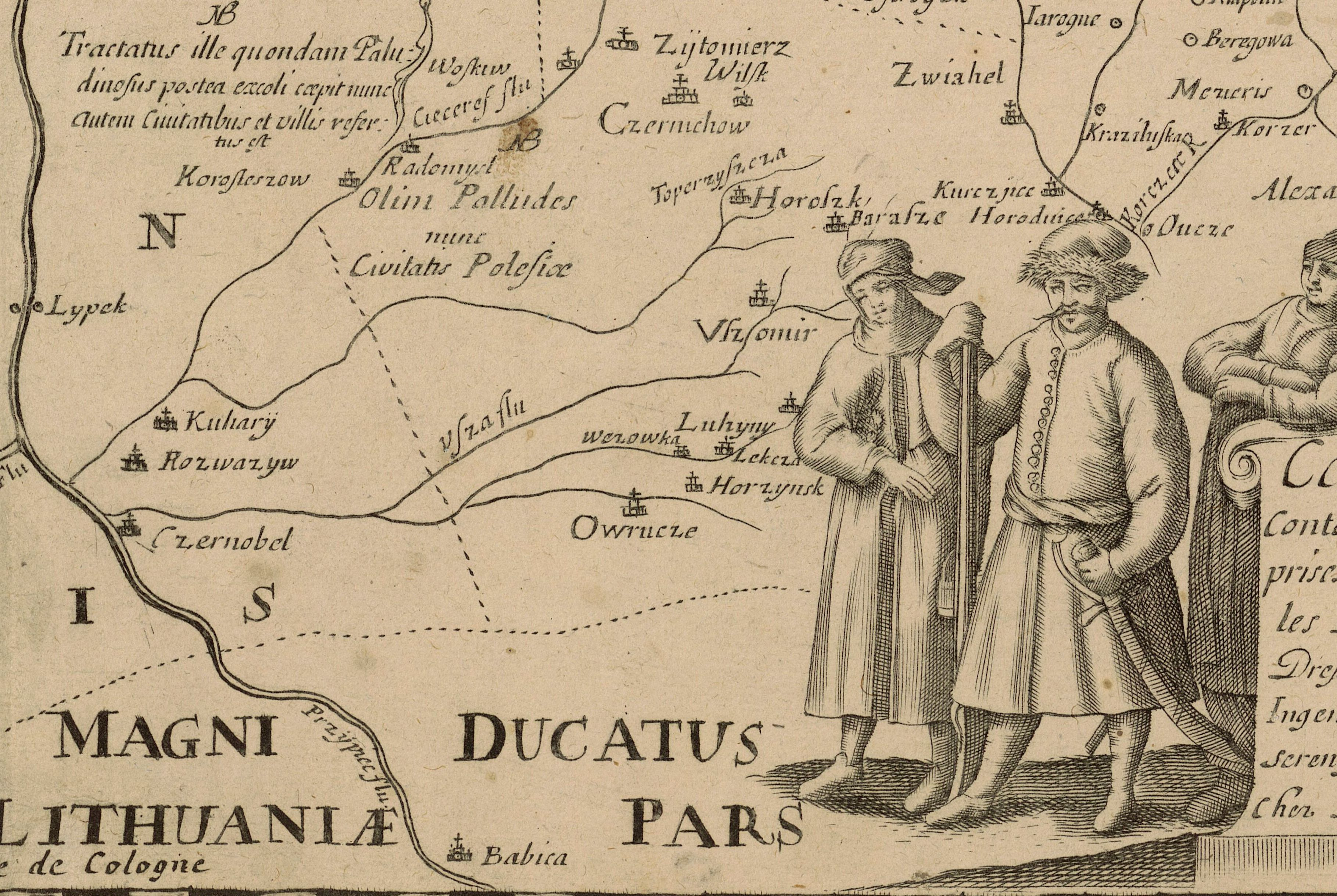
Житомир на мапі Боплана (1648)
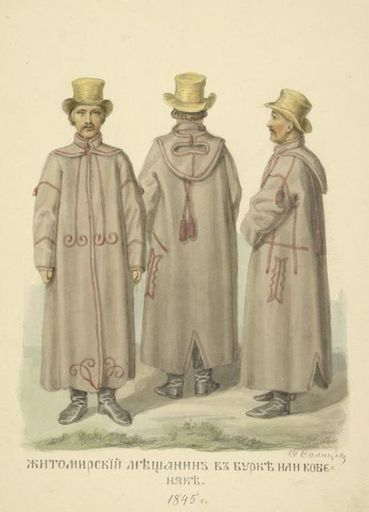
Житомирський міщанин в бурці/кобеняку (1845)

Після Люблінської унії 1569 року Житомир увійшов до складу Речі Посполитої.
У 1594—1596 роках спалахнуло народне повстання під керівництвом Северина Наливайка і Григорія Лободи, житомиряни хоробро боролися в селянсько-козацьких загонах.
Визвольна війна українського народу проти польсько-шляхетського панування, яку очолив Богдан Хмельницький, викликала новий підйом народного руху. У 1648 році військо Богдана Хмельницького штурмом узяло житомирський замок. Житомиряни разом з козацькими полками Максима Кривоноса під стінами Житомирського замку билися з загоном Яреми  Вишневецького. Поворотним пунктом в історії міста можна вважати 1667 рік, коли за умовами Андрусівського перемир'я, Київ відійшов до Московського царства, а київські гродський та земський суди було перенесено до Житомира, який фактично став також і адміністративним центром Київського воєводства.
Потрясінням для міста стало велике селянське постання 1768 року відоме під назвою Коліївщина. У селі Кодня, біля Житомира, було страчено біля трьох тисяч учасників повстання.
У 1795 році, після третього поділу Польщі, Житомир був окупований та анексований Російською імперією, а з 1797 року став центром новоствореної Волинської губернії. Остаточно цей статус було затверджено через сім років, у 1804-му. У 1856 році побудовано Михайлівський собор на кошти житомирського купця Михайла Хаботіна (†1861). У 1866—1874 рр. будується Спасо-Преображенський собор. Скасування кріпосного права, розвиток капіталістичних відношень сприяли перетворенню Житомира в промислово-торговий центр.
У 1896 році споруджена вузькоколійна залізниця Житомир — Бердичів, а під час першої світової війни широка колія зв'язала Житомир із Бердичевом й Коростенем.

### Українська революція
У 1917 році місто перебувало у складі Української Народної Республіки. З проголошенням III Універсалу стає земським центром адміністративно-територіальної одиниці Болохівська земля. Протягом Першої радянсько-української війни опиняється під окупацією, але 22 лютого 1918 року, за результатом бою за Житомир повернувся під контроль УНР: після 3-годинного гарматного обстрілу Житомира, внаслідок якого було придушено артилерію ворога, українські війська здобули його, а ворог відступив на Бердичів.
З початком Другої радянсько-української війни, 9 березня радянсько-російські війська перетнули лінію Коростень — Житомир — Умань — Ольвіополь — Херсон — Мелітополь. Українські війська здійснили вдалий контрнаступ, але 12 квітня місто знову опиняється під окупацією.

Житомирська міська рада (1925)

Наприкінці квітня 1920 року відбувся Рейд на Житомир.
У листопаді 1921 року, під час Листопадового рейду, теренами області пролягав шлях Волинської (командувач — Юрій Тютюнник) та Подільської групи (командувачі: Михайло Палій-Сидорянський та Сергій Чорний) Армії Української Народної Республіки.
Внаслідок поразки Перших визвольних змагань місто надовго окуповане більшовиками.

### Період комуністичного терору

#### Голодомор
Місто постраждало внаслідок голодомору 1932—1933.
У 2008 році Національний музей Голодомору-геноциду видав Національну книгу пам'яті жертв голодомору 1932—1933 років в Україні. Житомирська область. — Житомир. Книга має 1116 сторінок, і складається з трьох розділів.
Витяг з Книги пам'яті жертв голодомору:
За архівними документами, у 1932—1933 рр. загинуло 8015 осіб, наразі встановлено імена 7418 осіб та 597 невідомих.
Місто Житомир у 1932—1933 роках входило до складу Київської області. За архівними документами, у 1932—1933 рр. загинуло 8015 осіб, на сьогодні встановлено імена 7418 осіб та 597 невідомих.
Мартиролог укладений на підставі Книг реєстрації актів про смерть у м. Житомирі, які зберігаються в Державному архіві Житомирської області (ДАЖО. — Ф. Р — 5069, оп. 4, спр. 281*287, 293*303). В основному голод зачепив довколишні села, але й у самому місті зареєстровані факти голодної смерті, масових хвороб та психозів, викликаних тривалим голодуванням.
Крім того, до складу сучасного Житомира увійшли села та хутори, які були повністю або частково знищені голодомором: с. Смоківка, с. Соколова Гора, с. Шляхта, с. Крошня Українська, с. Смолянка Друга, с. Крошня Чеська, с. Нова Крошня, а також хутори Видумка, Киналевського, Хінчанка Друга, Хранівка, Хінчанка Перша, Церковщина, Шевченка (два однойменні хутори), Богунія, Виговського, Стара Рудня.
Всі ці населені пункти на сьогодні не існують, а населення, яке пережило геноцид, частково інтегрувалося у міську громаду Житомира.

#### Друга світова війна

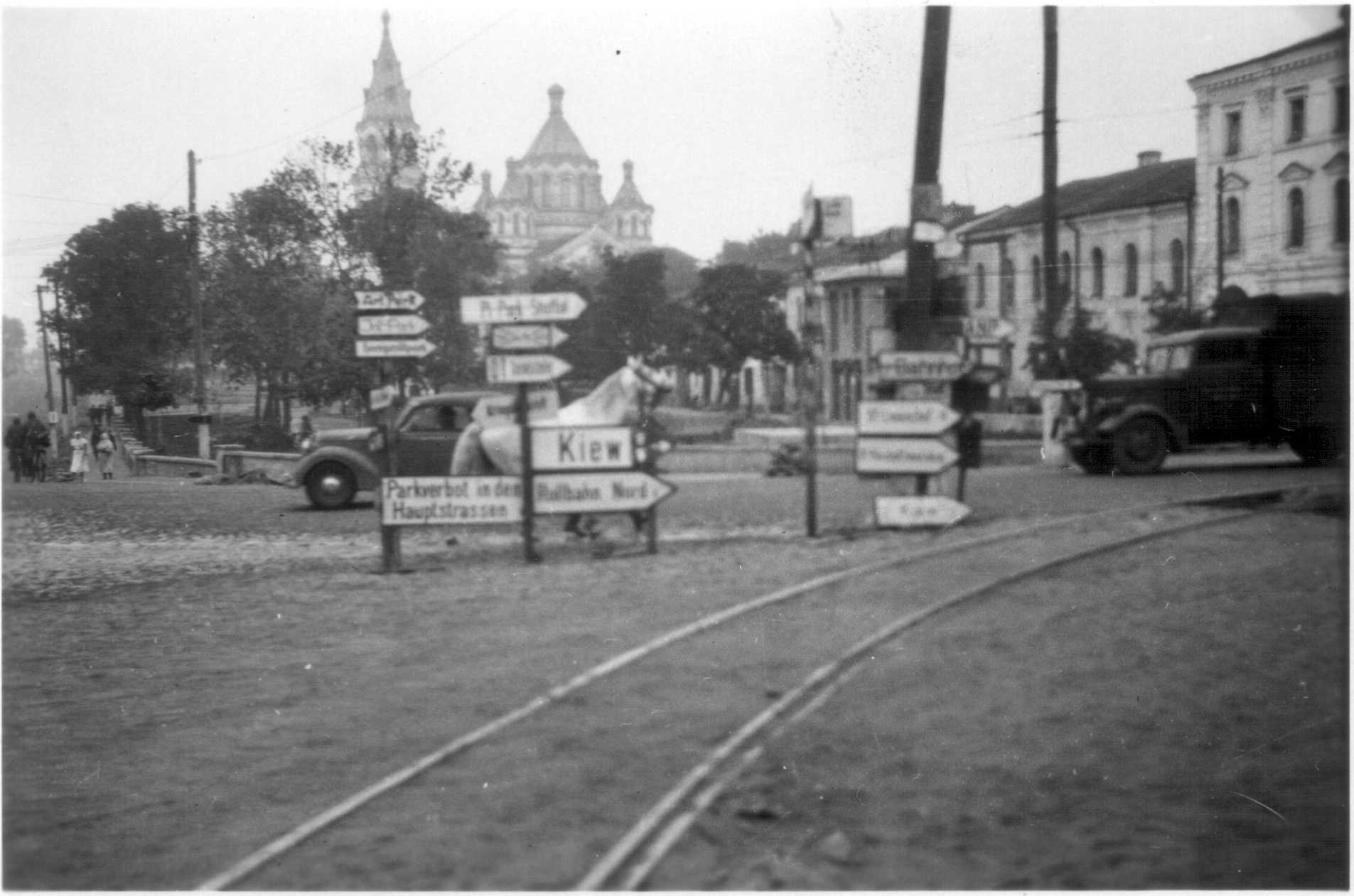
Краєвид з вулиці Перемоги (1941)

У роки Другої світової війни, 22 червня 1941 року в перші години наступу німецьких військ на СРСР місто було піддано бомбардуванню гітлерівської авіації. У наступні два-три дні більше трьох тисяч жителів було примусово мобілізовано до лав Червоної армії. 9 липня німці увійшли в Житомир. Війська 5-ї армії під командуванням генерал-майора М. І. Потапова неодноразово переходили в контрнаступ, створюючи загрозу основним силам німецької групи армій «Південь» і затримуючи наступ на Київ.
20 жовтня 1941 року Житомир став адміністративним центром однойменної генеральної округи. Особливі частини СС і гестапівські служби кидали військовополонених у стаціонарний табір смерті, замаскований під лазарет, де щодня гинуло близько 400 чоловік.
Активні бойові дії на початку 1942 року вели біля двадцятьох підпільних радянських груп. Пізніше підпільні організації діяли разом із загонами партизанських з'єднань С. Ф. Маликова й О. М. Сабурова. 12 листопада 1943 року частини 23-го стрілецького корпусу і з'єднання 1-го гвардійського кавалерійського корпусу під командуванням генералів М. О. Чувакова і В. К. Баранова захопили Житомир. Але німці не хотіли позбутися важливого вузла комунікацій і, підтягнувши свіжі сили, перейшли у наступ. Після жорстоких боїв радянські війська залишили місто.
Вирішальна битва на Житомирському напрямку почалася в грудні 1943 року, коли після 50-хвилинного артилерійського обстрілу і бомбардування з повітря війська 1-го Українського фронту прорвалися крізь ворожу оборону, розширили прорив до 300 км по лінії фронту і 200 км у глибину, захопивши Радомишль, Брусилів, Коростишів.

#### Післявоєнний період
Впродовж 1957—1990 років у місті побудовані десятки промислових, транспортних, будівельних, інженерних об'єктів. Серед них — льонокомбінат, заводи хімічного волокна, верстатів-автоматів, «Промавтоматика», «Електровимірювач», металоконструкцій, загороджувальних конструкцій, Житомирський м'ясокомбінат, завод лабораторного скла, паперова фабрика (яка випустила перші кілограми паперу в червні 1962 року) тощо. Чисельність зайнятих у промисловому виробництві тільки за 1968—1976 р. зросла вдвічі. У місті з'явилися нові вищі, середні спеціальні, науково-дослідницькі, проєктно-конструкторські організації, розвивалися установи культури, спорту, туризму.

### У незалежній Україні
З 24 серпня 1991 року Житомир є обласним центром незалежної України.
До середини 1990-х років в місті діяв Соколівський гранітний кар'єр, але надалі його було закрито та затоплено.
З 1992 року Житомир є центом єпархії Української Православної Церкви Київського патріархату, а з 2018 — Помісної Православної Церкви України (кафедральний храм — Михайлівський собор).
У 2000-х роках побудовані супер- та гіпермаркети (Вопак, Екомаркет, Дастор, Глобал), декілька заправних станцій (OKKO, ANP, WOG тощо). Вулицями Житомира стали курсувати маршрутні таксі. Побудовані розважальні центри (Indigo, DoDo, ФОК, Плаза). Побудовано та будується декілька житлових комплексів.

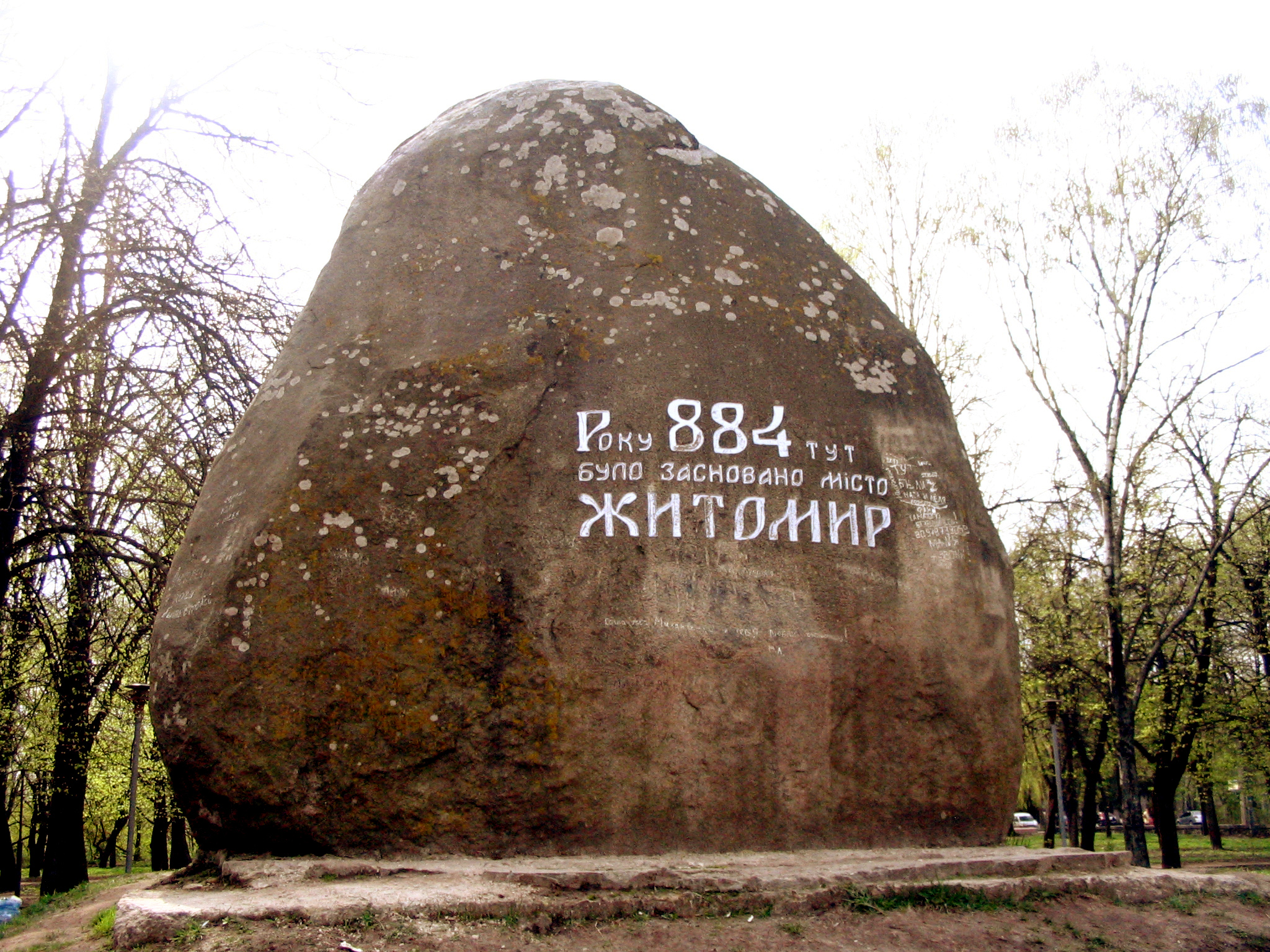
Камінь, встановлений на честь 1100-річчя із дня заснування міста

З 2010 по 2015 роки відбудована музична школа на Михайлівській, побудовані декілька спортивних майданчиків з штучним покриттям. У 2016 році проведено археологічні розкопки на Замковій горі.

#### Російсько-українська війна
З початком російського вторгнення в Україну Житомир зазнає ракетних обстрілів. 24 лютого 2022 року, о 05:40 ранку, ракетним ударом було обстріляно військовий аеродром Озерне у передмісті. Російські окупанти застосували ракетні комплекси 9К720 «Іскандер», що розташовані в Білорусі, для удару по цивільному аеропорту Житомир.

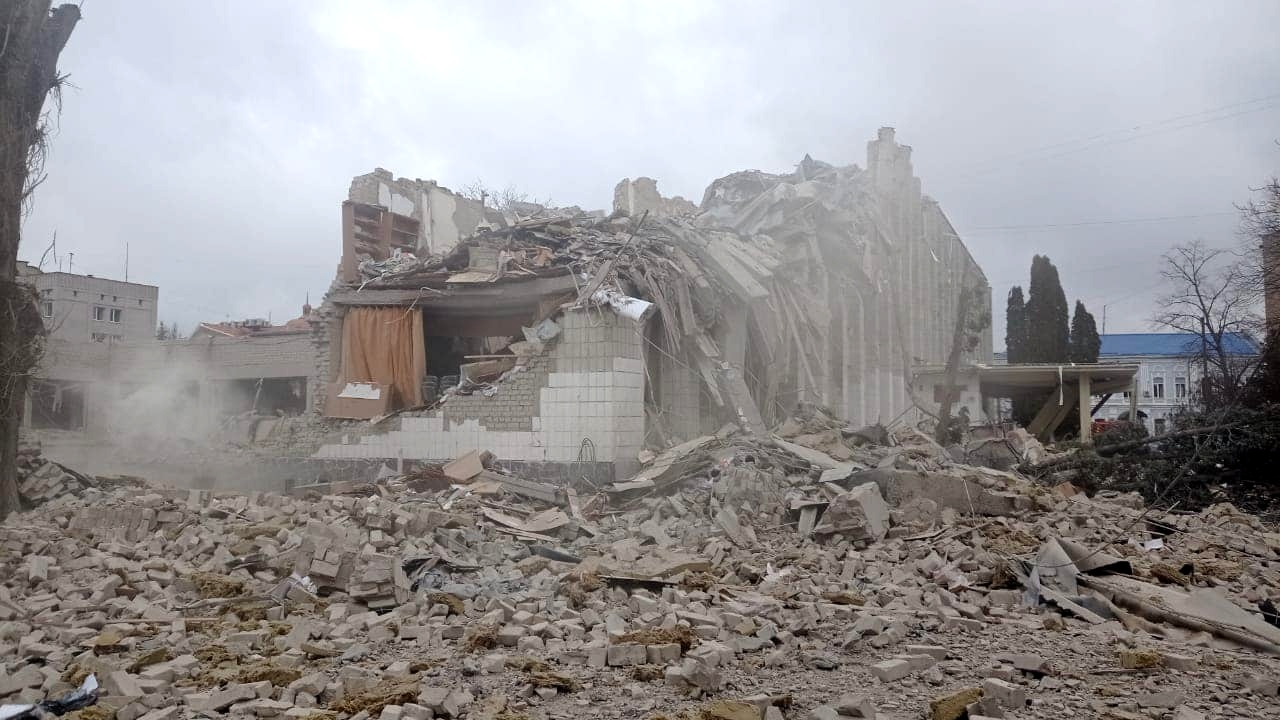
Ліцей № 25 міста Житомира після російського удару 4 березня

1 березня російські війська вдарили по житловому сектору міста. Було пошкоджено близько 10 житлових будинків на вулиці Шухевича і міська лікарня ім. Павлусенка. На місто було скинуто кілька бомб з жертвами серед цивільного населення. 2 березня окупанти обстріляли Обласний перинатальний центр, також ворог атакував приватний сектор міста.
4 березня російські окупанти завдали ракетного або бомбового удару по 25-й житомирській школі; фактично половину школи було знищено. 8 березня окупанти нанесли черговий удар, було повністю зруйновано гуртожиток, обстріляно завод Ізоват.
У Житомирі та області проживало близько 8000 вимушених переселенців, що покинули свої домівки унаслідок війни. У липні почалося будівництво житла для їх тимчасового проживання.

## Населення
Найдавніша відома інформація про кількість населення Житомира відноситься до перепису 1545 року з «Литовської метрики», проведеного за наказом великого князя Жигмунта. За матеріалами люстрації населення міста становило 600 осіб.
Станом на 1788 рік в Житомирі налічувалось 303 двори. Що приблизно могло складати близько 2600 осіб.
За даними першого перепису населення 1897 року в Житомирі мешкало близько 66 000 осіб.
Станом на 1 жовтня 2007 року чисельність наявного населення м. Житомира за оцінкою становила 272,2 тис. осіб, у тому числі Богунського району — 153,7 тис. осіб, Корольовського — 118,5 тис. осіб. Упродовж січня-вересня 2007 року чисельність населення обласного центру зменшилась на 2049 осіб. У загальному зменшенні частка природного скорочення склала 10,5 % (216 осіб), а міграційного — 89,5 % (1833 особи).
Станом на 1 січня 2022 року населення Житомира становило 261 624 осіб, тут мешкало 22,2 % населення Житомирської області.

### Національний склад
Динаміка національного складу населення Житомира за даними переписів:
|                 | 1926   | 1939   | 1959   | 1989   | 2001   |
| українці        | 37,2 % | 47,8 % | 56,4 % | 71,8 % | 82,9 % |
| росіяни         | 13,7 % | 10,5 % | 18,9 % | ~16 %  | 10,3 % |
| євреї           | 39,2 % | 30,6 % | 13,9 % | 3,7 %  | 0,5 %  |
| поляки          | 7,4 %  | 7,9 %  | 8,7 %  | ~6 %   | 4,9 %  |
| інші            | 2,5 %  | 3,2 %  | 2,1 %  | 2,5 %  | 1,4 %  |
| населення, тис. | 76,6   | 95,1   | 105,6  | 292,1  | 284,2  |

Національний склад населення за даними перепису 2001 року:
| Національність  | Відсоток |
| --------------- | -------- |
| українці        | 82,92%   |
| росіяни         | 10,30%   |
| поляки          | 4,91%    |
| білоруси        | 0,48%    |
| євреї           | 0,47%    |
| німці           | 0,13%    |
| інші/не вказали | 0,79%    |

За опитуваннями, проведеними Соціологічною групою «Рейтинг» у 2017 році, українці становили 94 % населення міста, росіяни — 3 %, інші народності — 3 %.

### Мовний склад
Розподіл населення за рідною мовою за даними перепису 2001 року:
| Мова            | Чисельність, осіб | Відсоток |
| --------------- | ----------------- | -------- |
| Українська      | 235 245           | 83,18%   |
| Російська       | 46 015            | 16,27%   |
| Польська        | 283               | 0,10%    |
| Білоруська      | 223               | 0,08%    |
| Вірменська      | 98                | 0,03%    |
| Циганська       | 72                | 0,03%    |
| Єврейська       | 56                | 0,02%    |
| Румунська       | 54                | 0,02%    |
| Німецька        | 26                | 0,01%    |
| Болгарська      | 18                | 0,01%    |
| Інші/Не вказали | 733               | 0,25%    |
| Разом           | 282 823           | 100%     |

Українська мова є основною та єдиною офіційною мовою міста.
Згідно з опитуваннями, проведеними Соціологічною групою «Рейтинг» у 2017 році, українською вдома розмовляли 57 % населення міста, російською — 14 %, українською та російською в рівній мірі — 28 %.
Згідно з опитуванням, проведеним Міжнародним республіканським інститутом у квітні-травні 2023 року, українською вдома розмовляли 82 % населення міста, російською — 14 %.
Згідно з опитуванням, проведеним Міжнародним республіканським інститутом у квітні-травні 2024 року, українською вдома розмовляли 89 % населення міста, російською — 22 % (на відміну від опитування 2023 року було дозволено вибір кількох варіантів).

## Економіка

### Основна характеристика
Житомир — важливий економічний та науково-технічний центр регіону. Після розпаду СРСР багато підприємств Житомира опинилися у скрутному економічному стані, без матеріально-сировинної бази, замовлень, умілого керівництва. Цим скористались підприємливі прошарки колишньої партійної еліти, які значну частину майна цих підприємств розграбували, розвалили, вирізали на металобрухт або вивезли до інших країн. Люди, що працювали на великих підприємствах, фактично втратили джерело доходів після декількох років обіцянок та невиплат заборгованості з оплати праці.
За допомогою ваучерів, що масово скуповувалися «ділками» за копійки, були приватизовані залишки великих підприємств та почався їх повільний розвиток. Прояви кризи 2008 року в Житомирі почалися проблеми з Промінвестбанком, у якому містилися оборотні кошти майже всіх великих підприємств: їх було «заморожено» та не можливо отримати навіть для сплати податків. Більшість великих підприємств міста не змогли розрахуватися за боргами за сировину та оплату праці. Вижили тільки найсильніші, директори та фінансові менеджери яких залучили додаткове фінансування з інших джерел.
Зараз у місті Житомир та на його околицях розташовано близько сотні великих підприємств, в основному легкої, переробної та харчової промисловості. Набагато більше підприємств, які займаються перепродажем (рітейлом). На підприємствах міста виробляються одяг та взуття, медикаменти, м'ясо-молочні вироби, кондитерські вироби, меблі та фурнітура, хлібобулочні вироби, целюлозно-паперова продукція, будівельні матеріали тощо. Незважаючи на кризові явища, будуються нові виробничі потужності та розвиваються вже існуючі, розвалені вщент після розпаду СРСР.
У 2022—2023 роках Житомир планував активно розбудовувати екопромисловість та обрав курс на стратегію екологічного міста розраховану до 2030 року.

### Підприємства
- Добувна промисловість: «Західукрвибухпром», «Євровибухпром»
- Харчова промисловість: «Житомирпиво», «Золотий каравай», «Житомирські ласощі», «Норвеліта-Україна», «Житомирський комбінат хлібопродуктів», «Укрхміль», «Молочна фабрика „Рейнфорд“», Житомирський маслозавод — компанія «Рудь», Лікеро-горілчаний завод, Житомирський м'ясокомбінат, «М'ясо Полісся», «Молочник», «Житомирський птахокомбінат», «КОХ», «Рибні промислові технології», «Галіївський маслозавод ім. В. Ф. Мазуркевича»
- Легка промисловість: ЗАТ «Україна», УВПУТОГ, ВАТ «Крок», Філія СП ТОВ «Ріф-1», ТОВ «Ферпласт-Україна», ТОВ «ТУСМО», ПП «Желвім», «Житомирська лляна мануфактура», ЗАТ «Тетерів», ВАТ «Іскра», КВТП фабрика, «Трикотажниця», ДП «Модітал», ТзОВ «Фешен Груп», ТОВ «Емі-Україна ЛТД»
- Виробництво інших неметалевих мінеральних виробів: «Соколовський кар'єр», «Житомирський завод покрівельних та ізоляційних матеріалів», «Житомирський завод скловиробів», «Крошенський цегельний завод», «Будсуміші» фірми «Житомирінвест», Торговий дім «Керамік», «Житомирський комбінат силікатних виробів», «Агробудіндустрія», «Біомедскло», ВАТ «Хміль», КП завод мінераловатних виробів об'єднання «Житомироблагробуд», ТзОВ «Мівса», ЗАТ «Каменеобробка», Обербетон
- Целюлозно-паперова, поліграфічна промисловість, видавнича справа: Спільна фірма «Скерцо», книжково-газетне видавництво «Полісся», «Житомирська обласна друкарня», Житомирський картонний комбінат
- Хімічна і нафтохімічна промисловість: ТзОВ «Виробнича компанія „Марк“»
- Металургія та оброблення металу: «Житомирський завод огороджувальних конструкцій», ДП ТзОВ «ВОРД БІЛДІНГ Системс Україна», ДП «Євроголд», КП «Інструментальник», Державне підприємство Житомирської тюрми № 8, Котлозавод «Крігер», виробництво сендвич панелей ТзОВ «ГАЯН»
- Машинобудування, ремонт, монтаж машин та устаткування: «Верстатуніверсалмаш», «Промавтоматика», ТОВ «РЕК», ВАТ «Вібросепаратор», КП «Верстатреммаш», БМП «Торнадо», Житомирське державне експериментальне протезно-ортопедичне підприємство (ЖДЕПОП), ТзОВ «Екта Пром», ДП ПБФ «Інтерагробуд», СП «Метра Україна», ВАТ «Електровимірювач», ТзОВ виробничо-торговельне підприємство «Бутон», ПП «Буд-Маш», УВП «УТОС», ЗАТ «Житомирремхарчомаш», ЗАТ «Завод нестандартного устаткування»
- Виробництво електроенергії, газу та води: ПЕМЗО «Міськсвітло»
- Інше виробництво: СП «Мікро-Мет», «Житомирвторресурси», підрозділ промислового підприємства «Вінницявтормет», ТОВ «ОНВІ», Державне підприємство Житомирської виправної колонії № 4

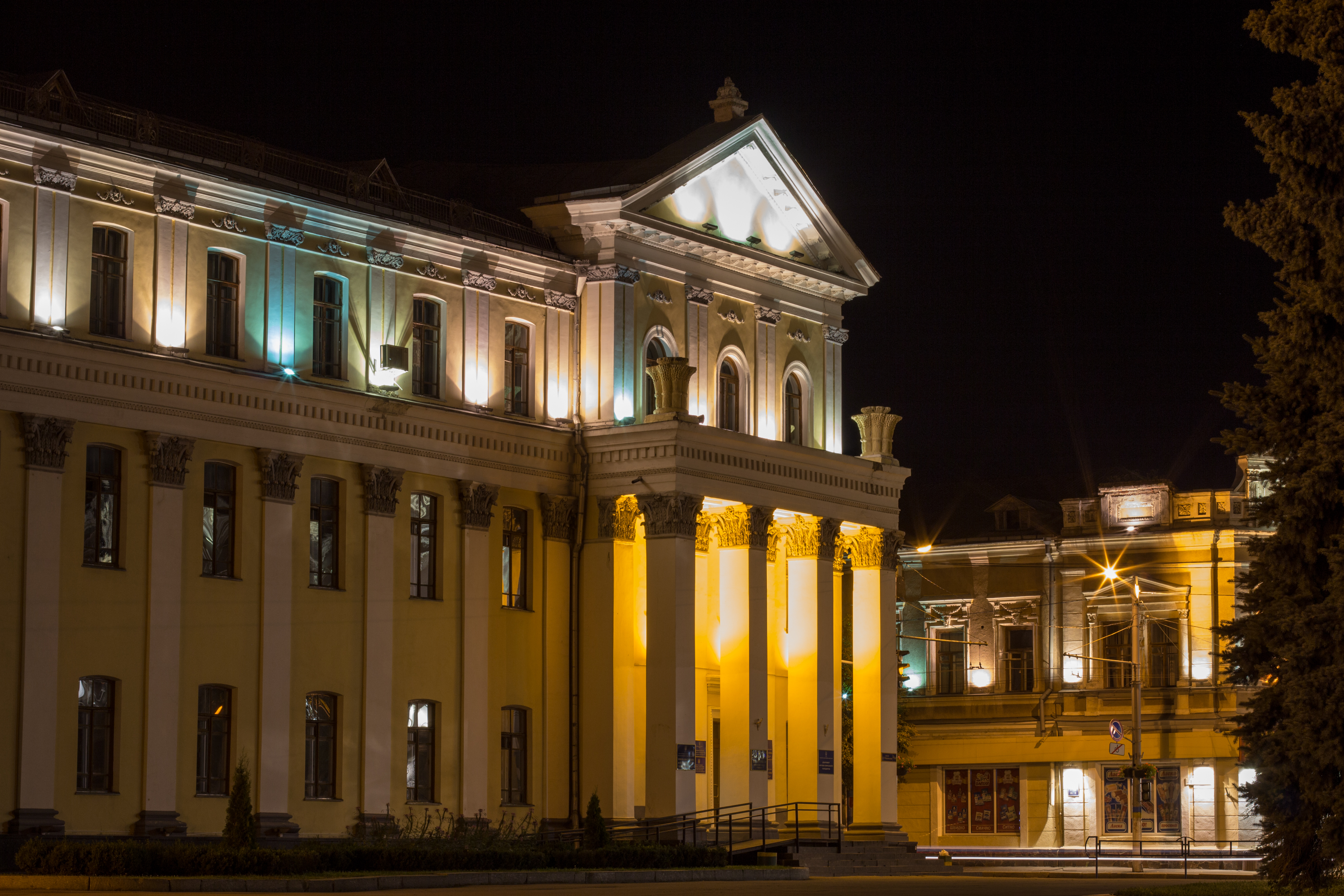
Житомирська ОДА

## Транспорт
Залізничний транспорт:
Житомир — є великим залізничним вузлом України. Від станції Житомир відгалужуються лінії у п'яти напрямках на Фастів I, Бердичів, Звягель I, Овруч та Коростишів. Залізницею станція Житомир сполучає з Києвом, Коростенем, Вінницею, Львовом, Полтавою, Харковом.
У 2011 році проведена електрифікація дільниці Фастів I — Житомир, якою щоденно курсують електропоїзди до Фастова та Києва. У 2016—2020 роках передбачалася подальша електрифікація ліній Житомир — Звягель I та Коростень — Житомир — Бердичів, проте наразі ці плани відкладено.
З 25 травня 2016 року призначався прискорений електропоїзд сполученням {{|Житомир}} — Київ. Відправлення з Житомира щонеділі — о 18:25. Електропоїзд робив єдину зупинку у Фастові. Зворотно з Києва о 18:02 щоп'ятниці (зупинки на станціях Вишневе, Боярка, Мотовилівка, Фастів). 
Пасажирське сполучення з Києвом здійснюється електропоїздами Житомир — Фастів I — Київ, нічним швидким поїздом № 113/114 сполученням Харків — Львів. З 9 грудня 2018 року і до повномасштабного російського вторгнення в Україну через Житомир курсував нічний швидкий поїзд № 141/142 сполученням Львів — Бахмут. З 31 березня 2019 року призначався щоденний нічний швидкий поїзд сполученням Житомир — Одеса.
З 2 липня по 30 серпня 2021 року призначався пасажирський поїзд сполученням Житомир — Одеса, який курсував з періодичністю через день.
На всіх напрямках, окрім Коростишівського, налагоджене регулярне пасажирське сполучення. До станції Коростишів поїзди курсують лише влітку по днях тижня.
Автомобільний транспорт:
Місто розташоване на важливому історичному шляху з Києва на захід — Берестя (нині — це автошлях європейського значення Кале — Ріддер). Через місто пролягають автошляхи Мінськ — Ізмаїл, а також регіональні автошляхи — на Хмельницький, Сквиру.
Див. також: E40 E583 М03 М06 М21.
У місті діє три автостанції. 15 мостів і транспортних розв'язок споруджено на річках міста та автомагістралях, на 30-кілометровій окружній дорозі навколо Житомира.
Міський електротранспорт:
З 1899 року, одним із перших в Україні, в Житомирі розпочався трамвайний рух, а з 1962 року — відкрита тролейбусна система. У часи панування думки про те, ніби трамвай — поганий вид транспорту, кількість трамвайних маршрутів поступово зменшилася до одного. Кількість тролейбусних маршрутів на початку 2008 року сягала 19, проте, за рішенням міськвиконкому від 27 березня 2008 року, тролейбусні маршрути було оптимізовано і їх кількість зменшилася до 11, включаючі маршрути, які позначалися однаковими числами, але з різними додатковими літерами. Щороку в місті трамваї та тролейбуси перевозять майже 40 млн пасажирів. Довжина маршрутів електротранспорту сягає 125 км.
Повітряний транспорт:
З 1939 року у місті функціонував аеродром «Смоківка», проте 24 листопада 2011 року «Державіаслужба» виключила його з реєстру цивільних аеродромів країни. 30 грудня 2015 року сертифікат був поновлений, тож Міжнародний аеропорт «Житомир» набув можливість приймати літаки та здійснювати авіаперевезення (з початку повномасштабного російського вторгнення в Україну аеропорт тимчасово не діє, як і всі аеропорти України).

## Охорона здоров'я
Медичні заклади:
- Житомирський обласний центр охорони здоров'я матері і дитини.
- Центральній міській лікарні № 1 на 550 ліжок, поліклініках на 1650 відвідувань в зміну.
- Центральній міській лікарні № 2 на 355 ліжок; поліклініках на 1125 відвідувань в зміну.
- Центральній дитячій міській лікарні на 190 ліжок; поліклініках на 680 відвідувань за зміну.
- Стоматологічній поліклініці № 1 на 400 відвідувань за зміну.
- Стоматологічній поліклініці № 2 на 140 відвідувань за зміну.
- Дитячій стоматологічній поліклініці на 250 відвідувань за зміну.
- Госпрозрахунковій стоматологічній поліклініці на 260 відвідувань в зміну
- Госпрозрахунковому стоматологічному підприємстві «СТОММАКС» на 176 відвідувань за зміну.
- Станції швидкої та невідкладної медичної допомоги.

Кадрове забезпечення: забезпеченість штатними посадами закладів охорони здоров'я м. Житомира в показниках на 10 тис. населення становить 164 і знаходиться на рівні середнього показника по районах та містах (170). Показник забезпеченості лікарями 39,0 (середній показник серед міст 37,5); середніми медпрацівниками відповідно 68 і 69,3.
Забезпеченість ліжками на 10 тис. населення по місту Житомиру 39,8 / середній показник по містах — 45,3.
Нині у місті сімейна медицина представлена 96 сімейними лікарями, які працюють: у поліклініці лікарів загальної практики (ЦМЛ № 2), у філії лікарів загальної практики з обслуговування дитячого населення поліклініки № 3 Богунського району (ЦДМЛ), у відділеннях сімейної медицини поліклінік (ЦМЛ № 1 та ЦМЛ № 2) та обласному медичному центрі.

## Спорт

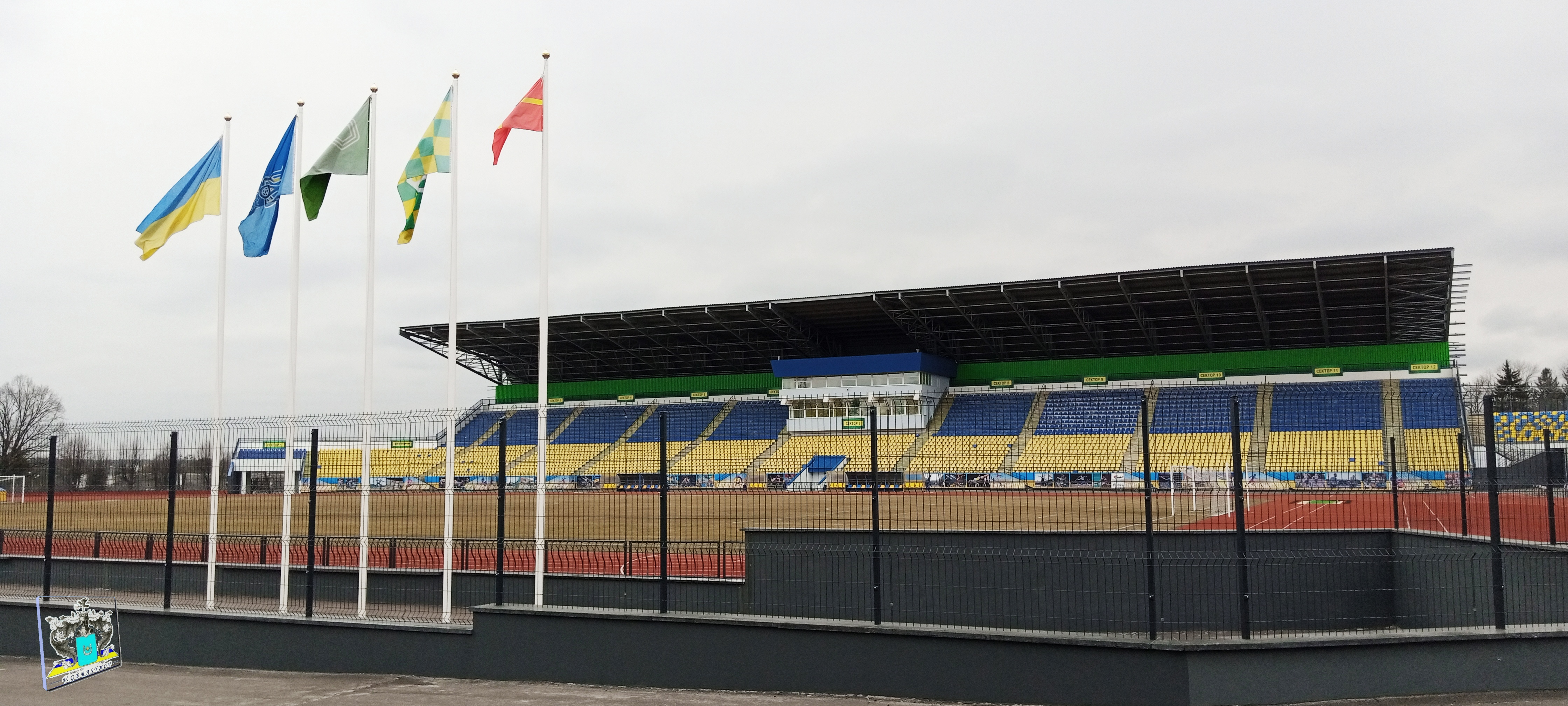
Центральний стадіон «Полісся» після реконструкції

### Стадіони

Емблема футбольного клубу «Полісся»

У Житомирі налічується кілька великих стадіонів: Центральний стадіон «Полісся», «Спартак», «Колос» (Житомирський Агротехнічний коледж). Також багато футбольних полів та спортивних майданчиків.

#### Перелік дитячо-юнацьких спортивних шкіл:[55]
- ДЮСШ № 1
- ДЮСШ № 2
- СДЮШОР з легкої атлетики
- ЖДЮСШ  з футболу «Полісся»
- ДЮСШ з боротьби
- КДЮСШ «Спартак»
- ДЮСШ «Старт»
- ЖДЮСШ  «Авангард»
- КДЮСШ «Колос»
- ДЮСШ «Динамівець»
- ДЮСШ «Юність»
- ДЮСШ Житомирської обласної ради
- Житомирський обласний центр фізичної культури і спорту інвалідів «Інваспорт»
- Обласна школа вищої спортивної майстерності

## Освіта

### Заклади вищої освіти III—IV рівнів акредитації
Державні за формою власності:
- Житомирський військовий інститут ім. С. П. Корольова Національного авіаційного університету ЖВІ НАУ
- Поліський національний університет [Архівовано 2 червня 2022 у Wayback Machine.]
- Житомирська філія Національного університету державної податкової служби України
- Державний університет «Житомирська політехніка» [Архівовано 21 лютого 2022 у Wayback Machine.]
- Житомирський державний університет імені Івана Франка ЖДУ [Архівовано 15 червня 2022 у Wayback Machine.]
- Житомирський державний інститут культури і мистецтв ЖІКІМ
- Житомирський інститут медсестринства ЖІМ [Архівовано 10 вересня 2011 у Wayback Machine.]

Приватні:
- Європейський університет. Житомирська філія ЄУЖФ
- Київський інститут бізнесу і технологій. Житомирська філія КІБІТ [Архівовано 11 травня 2022 у Wayback Machine.]
- Університет сучасних знань. Житомирська філія
- Житомирський економіко-гуманітарний інститут Відкритого міжнародного університету розвитку людини «Україна» ЖЕГІ «Університет Україна» [Архівовано 21 січня 2022 у Wayback Machine.]
- Міжнародний науково-технічний університет. Житомирський навчально-консультативний центр

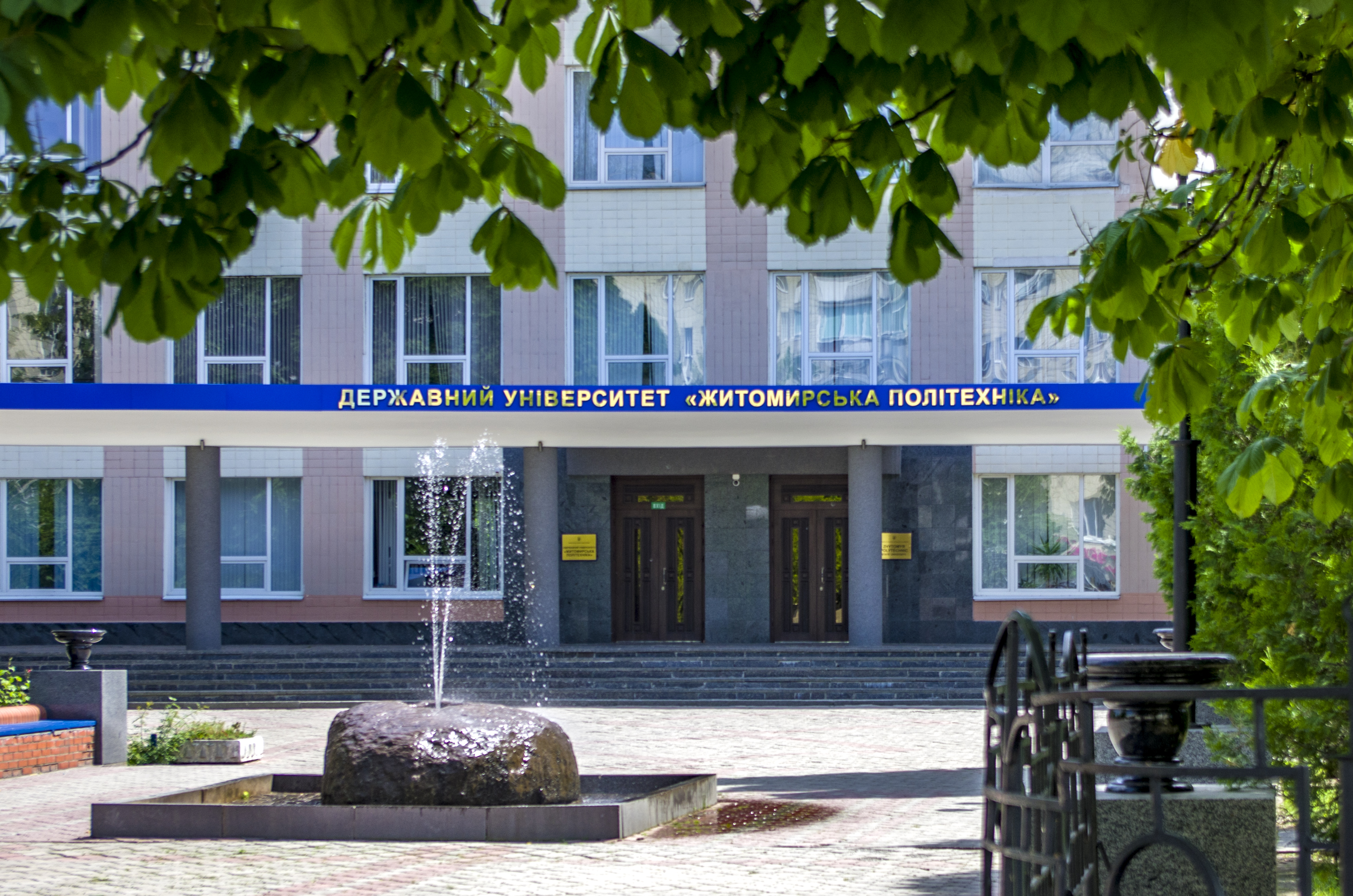
Державний університет «Житомирська політехніка»
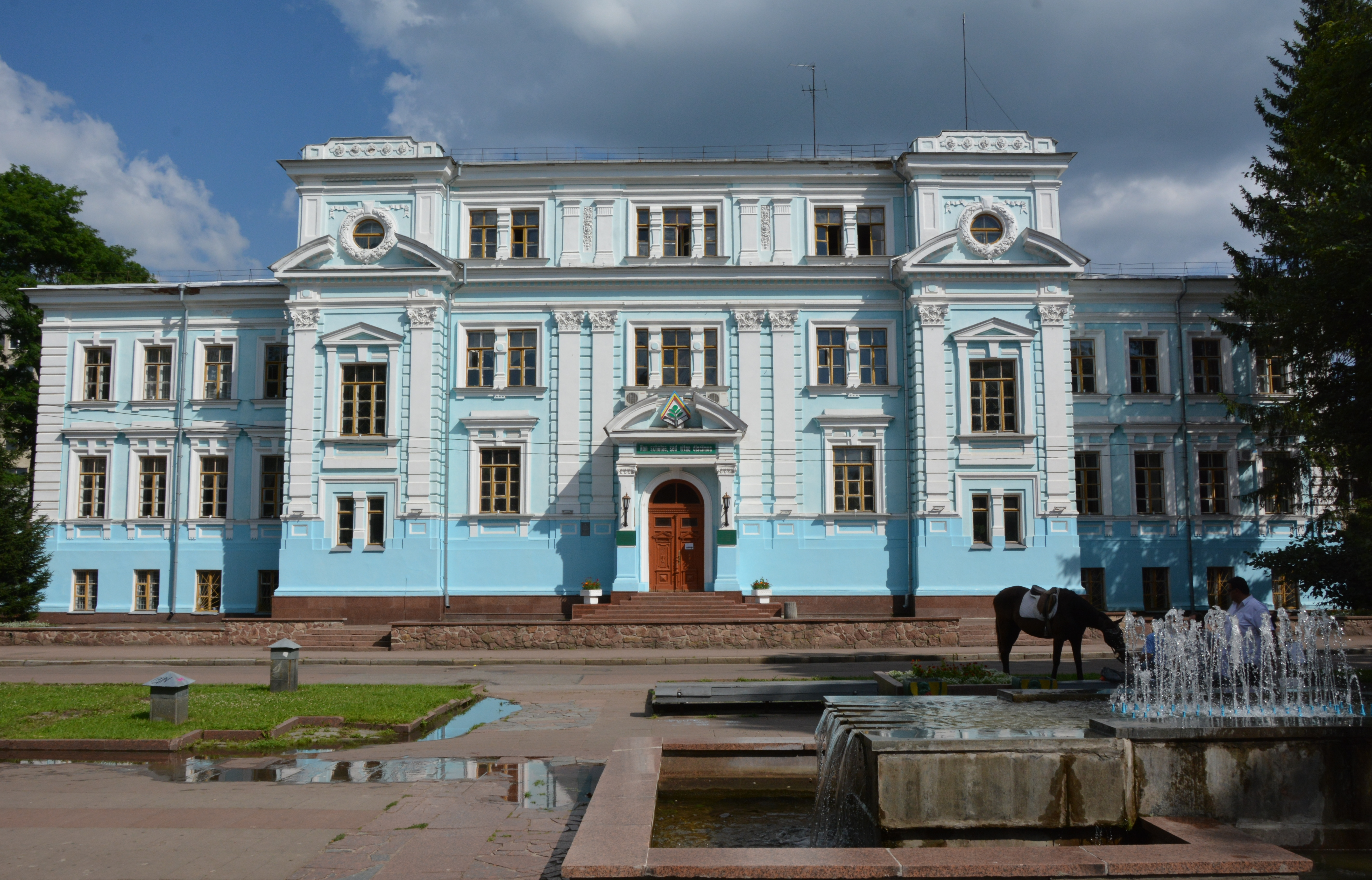
Поліський національний університет
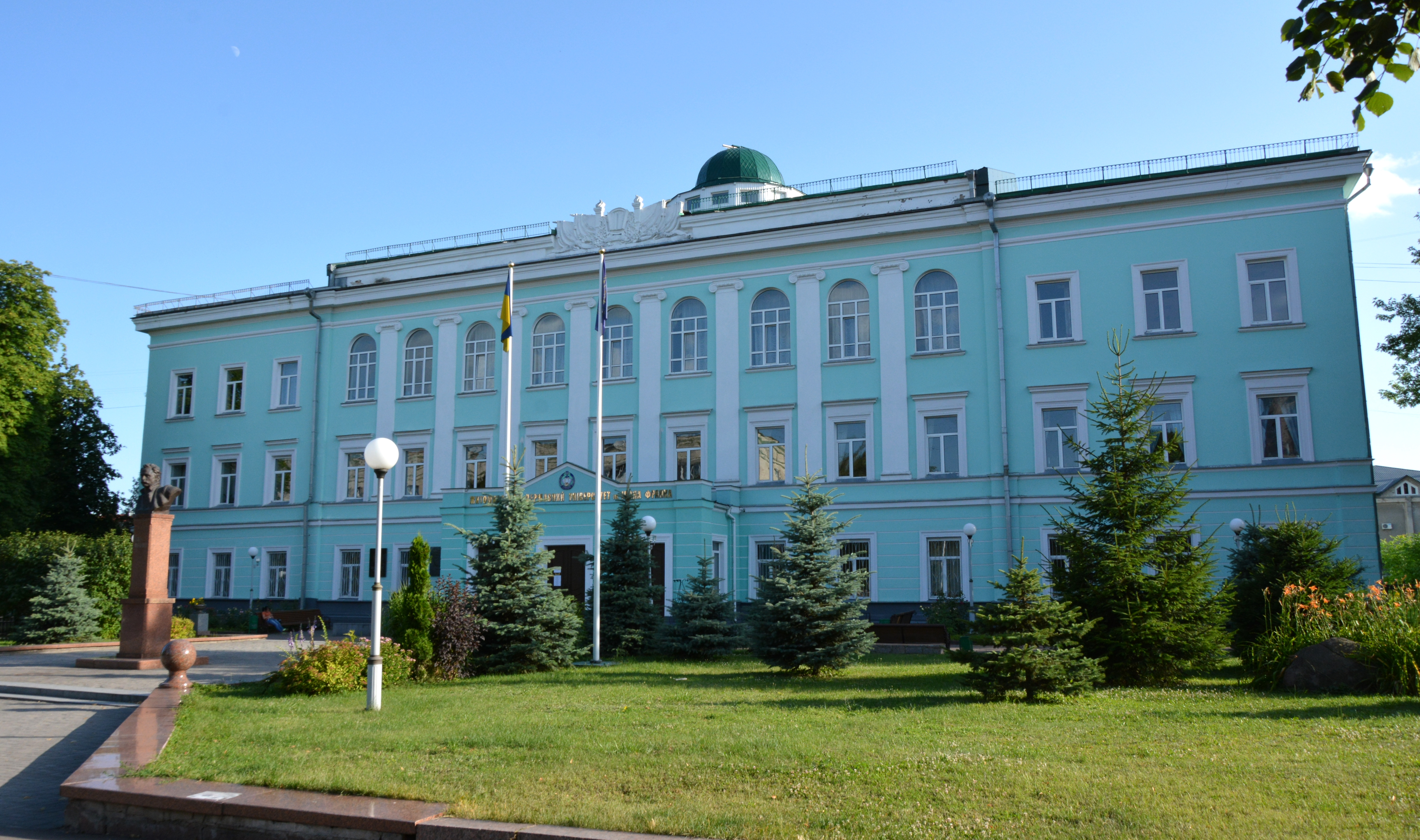
Житомирський державний університет імені Івана Франка
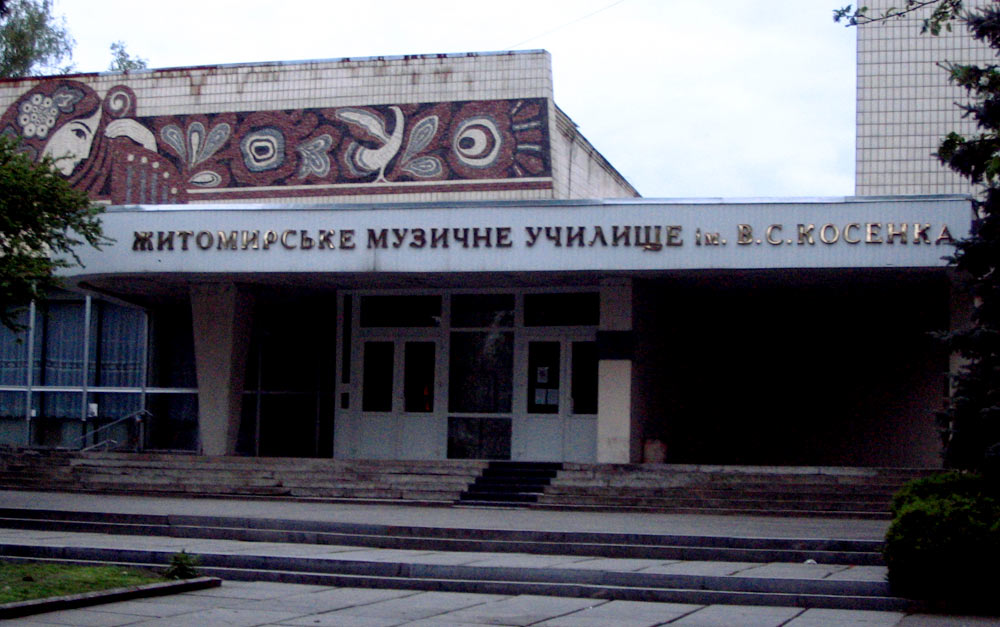
Житомирське музичне училище імені Віктора Косенка

### Коледжі
- Житомирський технологічний коледж
- Кооперативний коледж бізнесу і права ЖККБП [Архівовано 25 липня 2011 у Wayback Machine.]
- Технологічний коледж ЖТК [Архівовано 20 лютого 2011 у Wayback Machine.]
- Житомирський агротехнічний коледж, ЖАТК [Архівовано 30 липня 2011 у Wayback Machine.]
- Автомобільно-дорожний коледж ЖАДК[недоступне посилання з липня 2019]
- Житомирський коледж ресторанно-туристичного бізнесу та торгівлі [Архівовано 18 березня 2012 у Wayback Machine.]
- Будівельний коледж ЖНАЕУ [Архівовано 18 січня 2010 у Wayback Machine.]
- Житомирський базовий фармацевтичний коледж імені  Г. С. Протасевича [Архівовано 13 травня 2013 у Wayback Machine.]

### Заклади загальної середньої освіти[56]
- Ліцей № 1 міста Житомира
- Ліцей № 2 міста Житомира
- Ліцей № 3 міста Житомира
- Ліцей № 4 міста Житомира
- Ліцей № 5 міста Житомира
- Ліцей № 6 міста Житомира ім. В. Г. Короленка
- Ліцей № 7 міста Житомира імені Валерія Вікторовича Бражевського
- Ліцей № 8 міста Житомира
- Ліцей № 10 міста Житомира
- Початкова школа № 11 міста Житомира
- Ліцей № 12 міста Житомира ім. С. Ковальчука
- Ліцей № 14 міста Житомира
- Ліцей № 15 міста Житомира
- Ліцей № 16 міста Житомира
- Ліцей № 17 міста Житомира
- Ліцей № 19 міста Житомира
- Ліцей № 20 міста Житомира
- Ліцей № 21 міста Житомира
- Ліцей № 22 міста Житомира імені Василя Михайловича Кавуна
- Ліцей № 23 міста Житомира ім. М. Очерета
- Ліцей № 24 міста Житомира
- Ліцей № 25 міста Житомира
- Ліцей № 26 міста Житомира
- Ліцей № 27 міста Житомира
- Ліцей № 28 міста Житомира імені гетьмана Івана Виговського
- Ліцей № 31 міста Житомира
- Ліцей № 30 міста Житомира
- Ліцей № 32 міста Житомира
- Ліцей № 33 міста Житомира
- Ліцей № 34 міста Житомира
- Ліцей № 35 міста Житомира
- Ліцей № 36 міста Житомира імені Ярослава Домбровського
- Вересівський ліцей Житомирської міської ради
- Житомирська приватна гімназія «Ор Авнер» Житомирської області
- Загальноосвітня Салезіянська школа «Всесвіт» І—ІІІ ступенів м. Житомира, яка заснована на власності релігійної організації Делегатури (Управління) ордену Святого Франциска Сальського Львівської митрополії Римсько-Католицької церкви в Україні
- Житомирська загальноосвітня приватна школа І-ІІІ ступенів «Сяйво»
- ТОВ «Приватний ліцей „АЙ ТІ СТЕП СКУЛ ЖИТОМИР“»
- ТОВ «Заклад освіти „Успіх“»
- Відокремлений підрозділ «Науковий ліцей» Державного університету «Житомирська політехніка»
- Відокремлений підрозділ «Науковий ліцей» Житомирського державного університету імені Івана Франка

### Заклади професійно-технічної освіти
- Центр професійно-технічної освіти м. Житомира (ЦПТО м. Житомира)
- Житомирський професійний політехнічний ліцей
- Житомирський професійний ліцей
- ДНЗ «Житомирське вище професійне технологічне училище»
- ДНЗ «Центр сфери обслуговування м. Житомира»

### Інші навчальні заклади
- Житомирське музичне училище імені Віктора Косенка
- Житомирська спеціальна загальноосвітня школа-інтернат. Житомирської обласної ради.

### Спеціалізовані мистецькі навчальні заклади
- Музична школа № 1 імені Б. М. Лятошинського
- Музична школа № 2 імені Святослава Ріхтера
- Музична школа № 3
- Музична школа № 4 імені Лесі Українки
- Музична школа № 5
- Художня школа імені Віктора Шкуринського

### Дошкільні навчальні заклади
Житомирський дитячий навчальний заклад № 63, дитячий ясла-садок № 54, центри розвитку дитини № 53, 55, 68, 69, навчально-виховні комплекси № 65, 22, 11, 34, 38, спеціальний центр розвитку дитини санаторного типу № 41, навчально-виховний комплекс спеціального типу № 59, дошкільні навчальні заклади № 3, 6, 10, 15, 17, 21, 26, 27, 29, 30, 32, 33, 35, 37, 39, 40, 42, 43, 44, 45, 46, 49, 51, 52, 56, 57, 61, 66, 70, 71, 73.

### Позашкільна освіта
- Дитячо-юнацька спортивна школа № 1
- Дитячо-юнацька спортивна школа № 2
- Житомирський Центр творчості дітей і молоді
- Хореографічний ансамбль «Сонечко» Житомирської міської школи хореографічного мистецтва
- Школа юних десантників
- Житомирський міський центр науково-технічної творчості учнівської молоді
- Міжшкільний навчально–виробничий комбінат м. Житомира[57]

## Культура

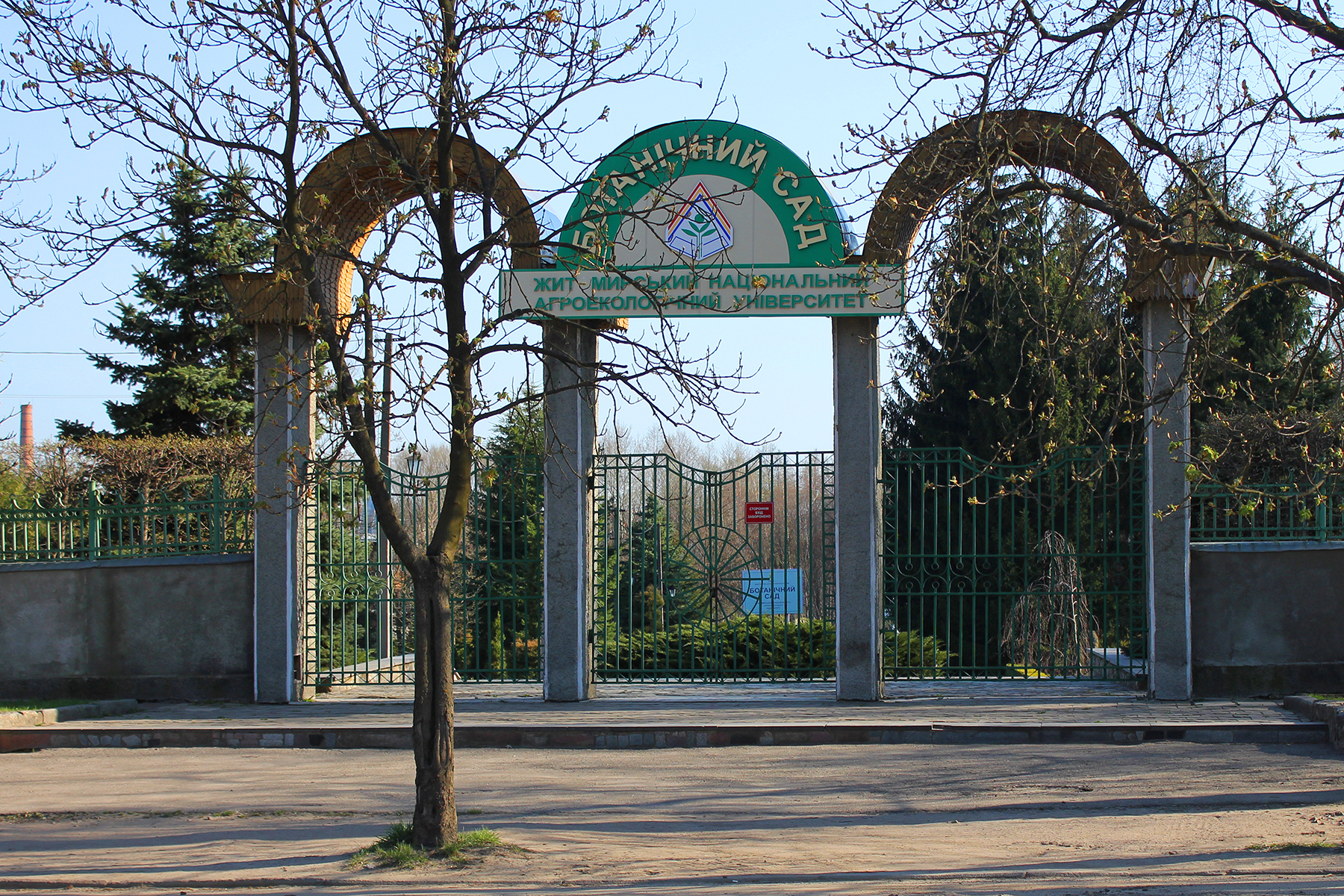
Ботанічний сад ЖНАЕУ

Житомир — значний культурний центр країни, тут працюють численні культурні заклади — 2 державні театри і філармонія, понад 10 музеїв, клуби, бібліотеки, планетарій тощо.

### Театри
Житомир має давні театральні традиції. Наприкінці XVIII століття громадськістю міста неодноразово порушувалось питання про будівництво приміщення для стаціонарного театру. Місто стало одним із небагатьох, у яких уже на початку XIX століття існували театри, — вже 1809 року в Житомирі було побудоване перше стаціонарне приміщення театру за ініціативою волинського губернатора Михайла Камбурлея.
У 1858 році збудований перший кам'яний театр в Україні, який і сьогодні є окрасою архітектури міста (тепер тут міститься обласна державна філармонія). Це приміщення, зокрема, пам'ятає знаменитих акторів Марка Кропивницького, Марії Заньковецьку, Віри  Комісаржевську, Айри Олдріджа, Поліни Віардо-Гарсіа, яку тут слухав видатний письменник Іван Тургенєв.
Значною подією в долі театру було спорудження для нього у 1966 році нової типової архітектурної споруди з великим залом для глядачів на 943 місця та малим на 70 місць, фоє площею 550 м2, репетиційними залами, гримувальними кімнатами, службовими кабінетами, виробничими цехами.
Нині в місті працюють:

Житомирський обласний український музично-драматичний театр імені Івана Кочерги

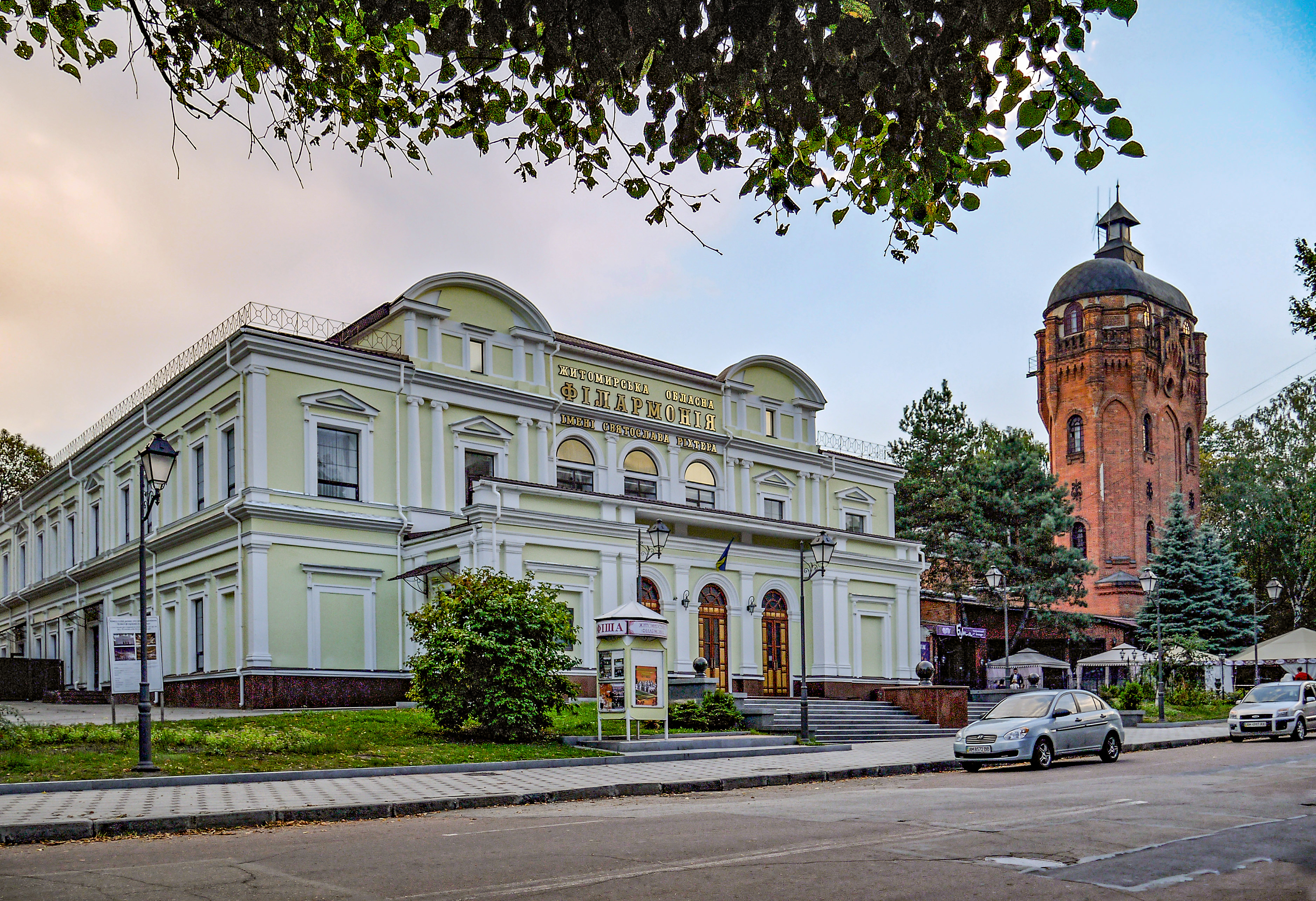
Житомирська обласна філармонія

- академічний український музично-драматичний театр імені Івана Кочерги;
- академічний обласний театр ляльок;
- обласна філармонія імені Святослава Ріхтера.

З 1973 року в місті працює Житомирський академічний ансамбль танцю «Сонечко».
Житомир також пов'язаний із життям і творчістю багатьох відомих музикантів. Тут народилися Борис Лятошинський і Святослав Ріхтер; серед випускників Житомирського музичного училища — Олександр Білаш, Зоя Гайдай, Ольга Микитенко; в цьому місті працювали композитори Юліуш Зарембський, Михайло Скорульський, Віктор Косенко, Всеволод Задерацький, Олександр Стецюк.

### Музеї
Житомир — мала батьківщина видатних вчених, письменників, композиторів. З містом пов'язані життя і діяльність багатьох відомих діячів української науки та культури. Тут діють такі музеї:
- історико-краєзнавчий музей;
- картинна галерея;
- музей природи[59];
- літературно-меморіальний музей В. Г. Короленка;
- меморіальний будинок-музей академіка Сергія Корольова;
- літературний музей Житомирщини;
- музей історії пожежної охорони;
- єдиний в Україні музей історії космонавтики.

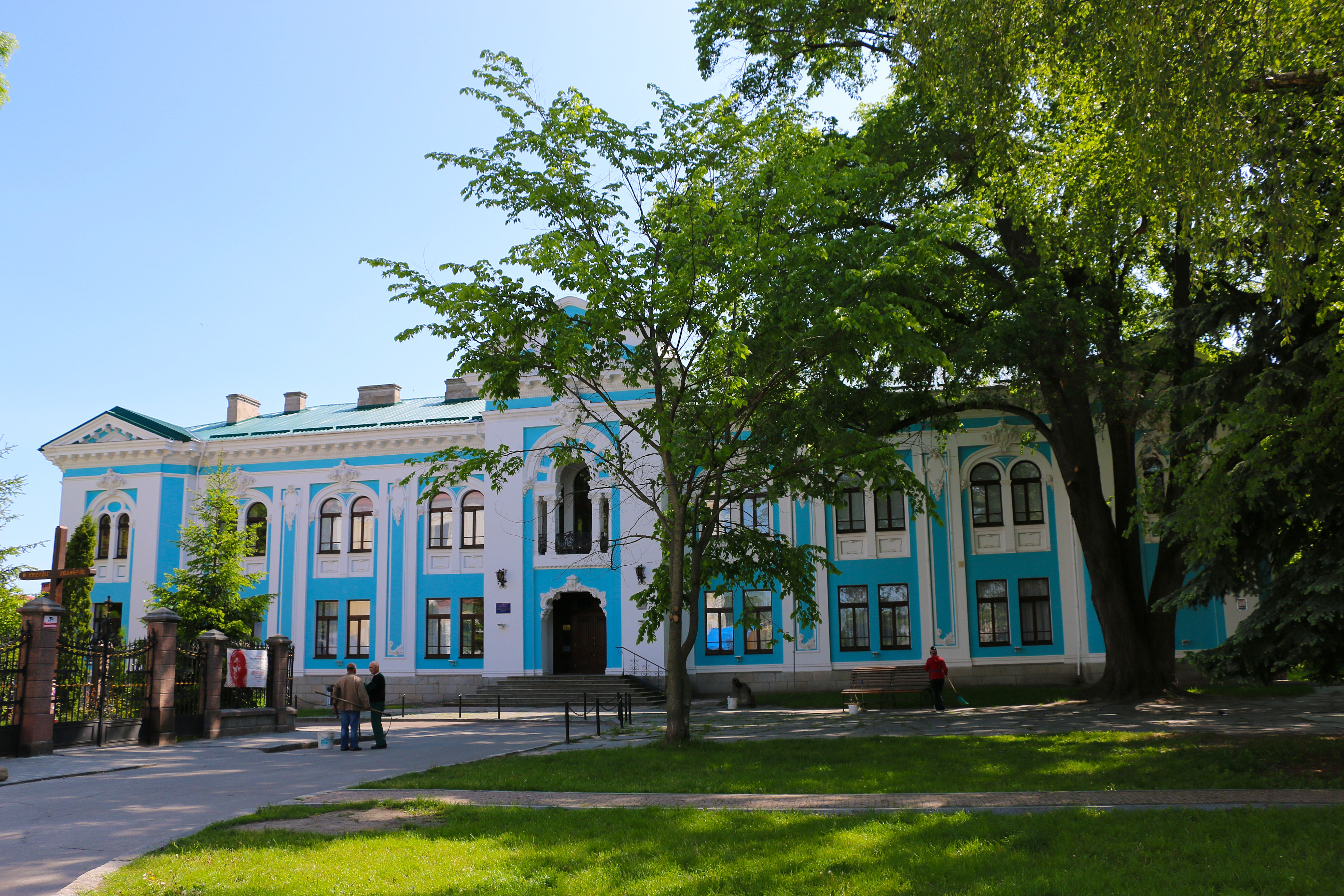
Житомирський краєзнавчий музей
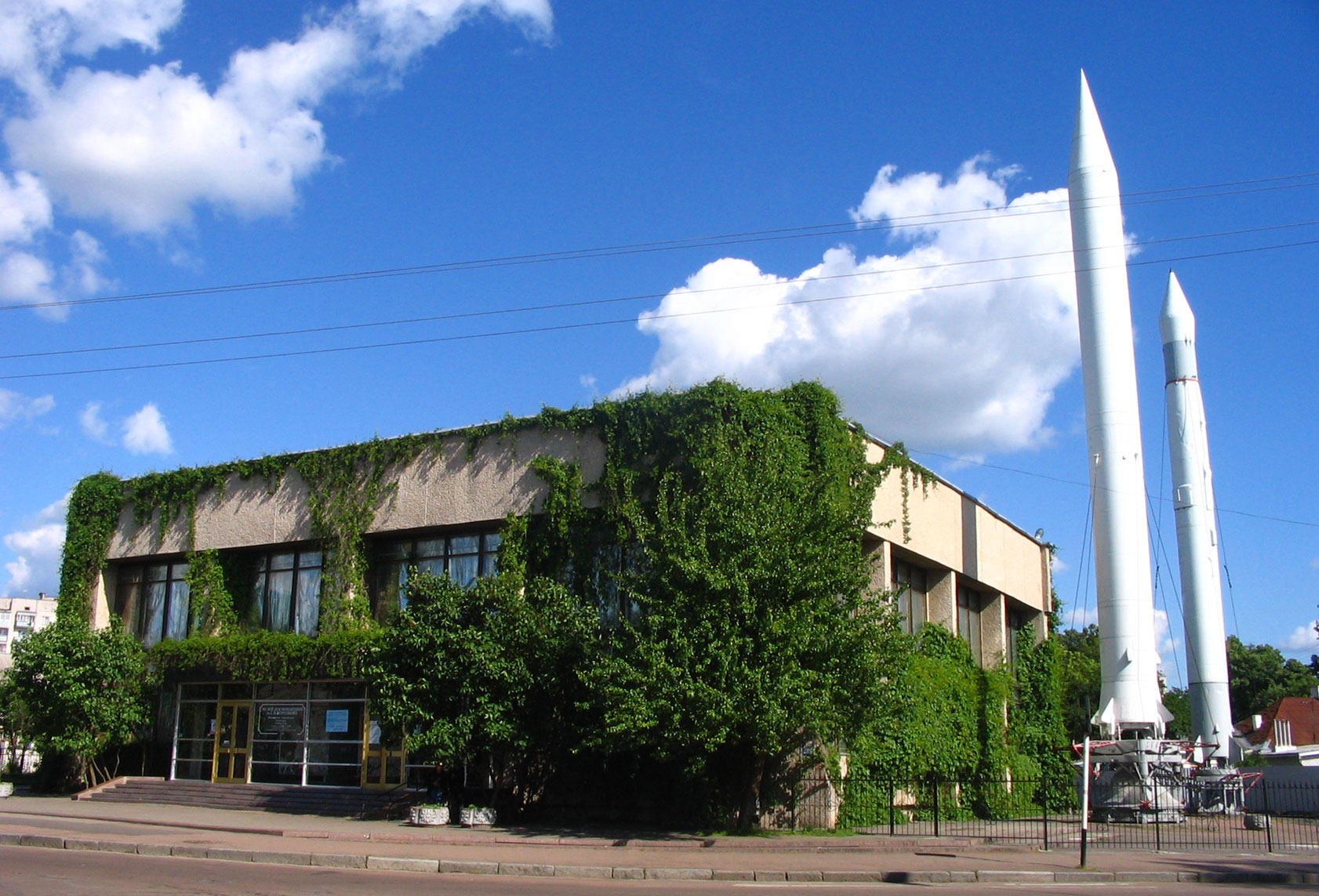
Музей космонавтики імені Сергія Павловича Корольова
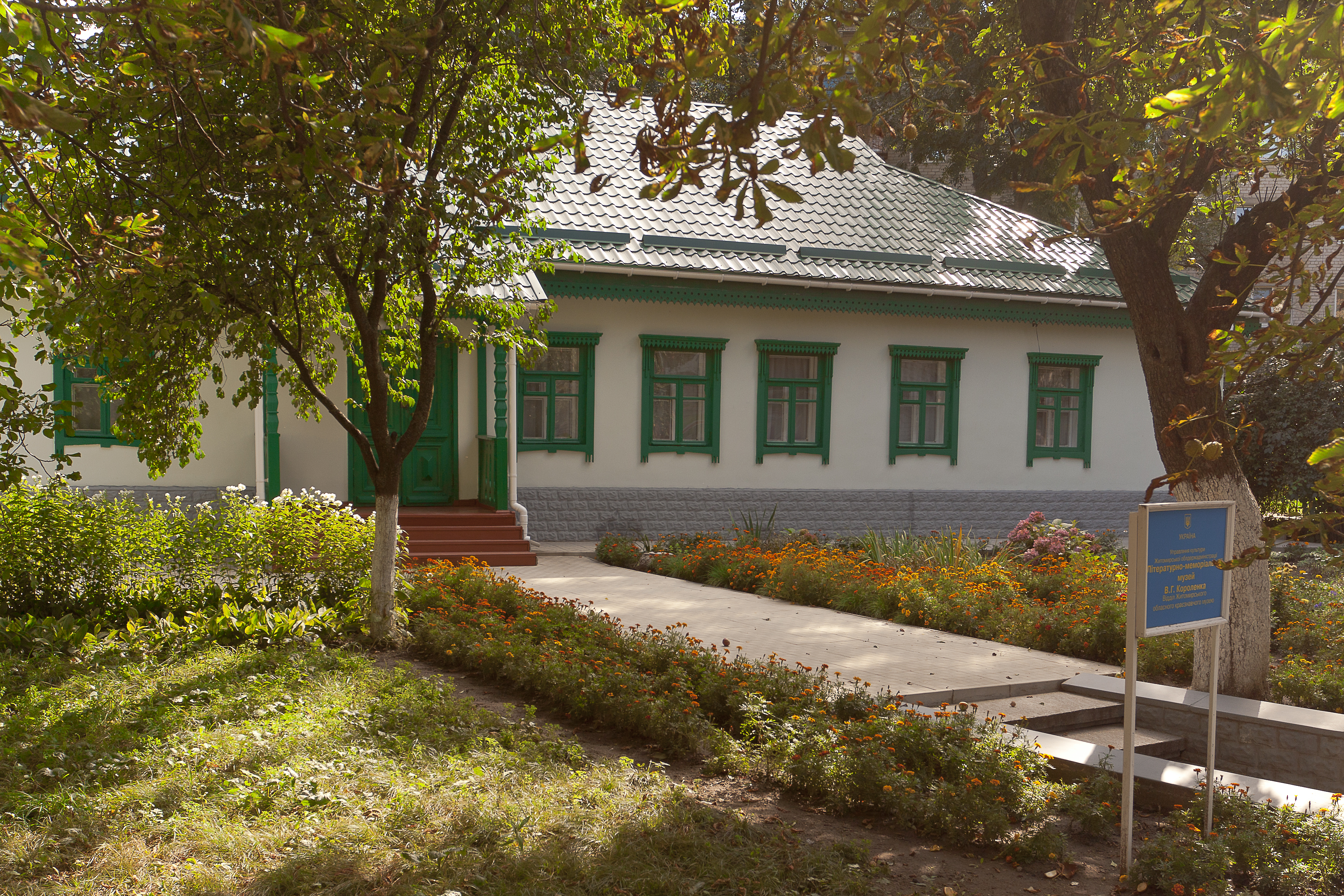
Літературно-меморіальний музей В. Г. Короленка
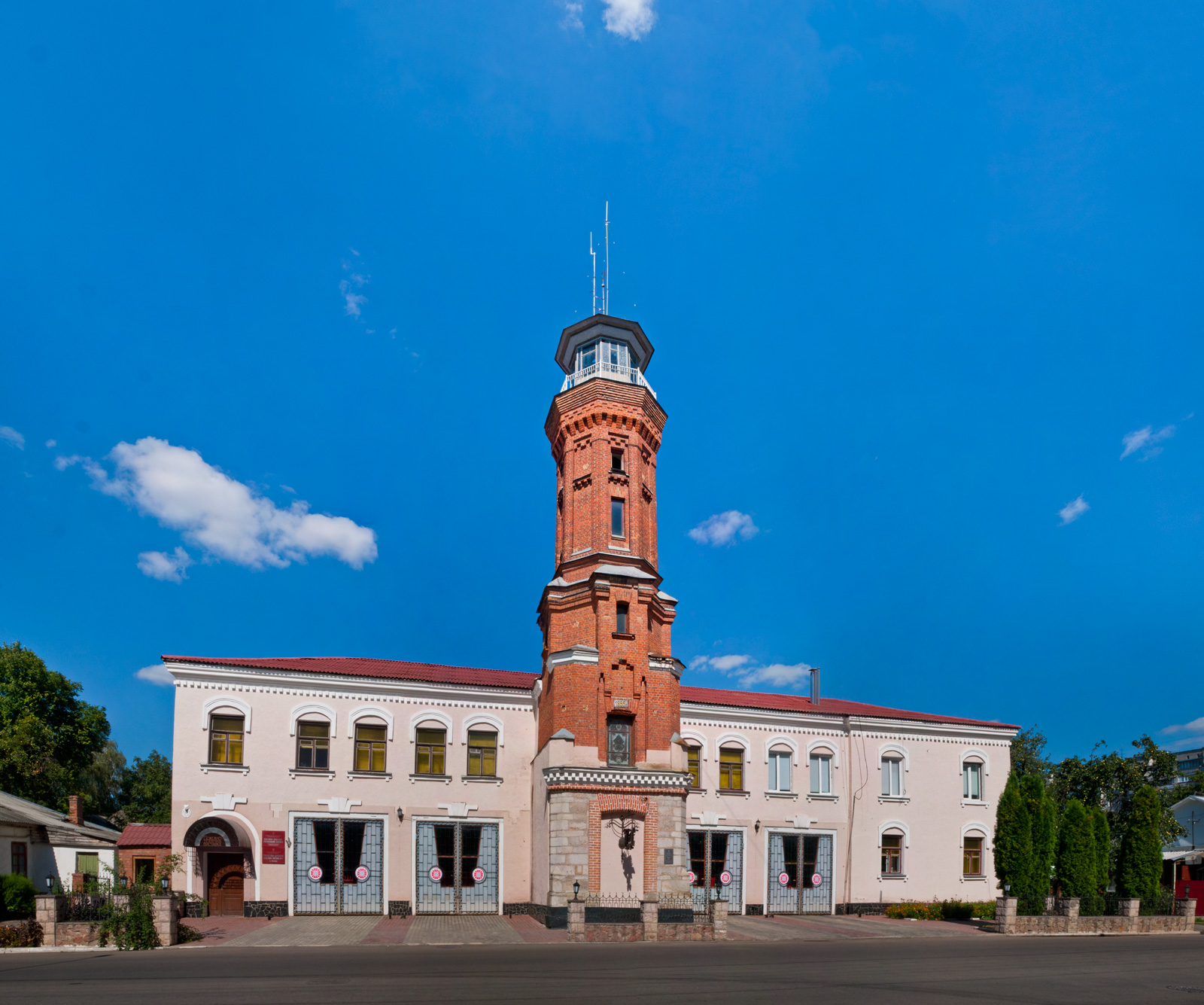
Музей історії пожежної охорони

### Бібліотеки

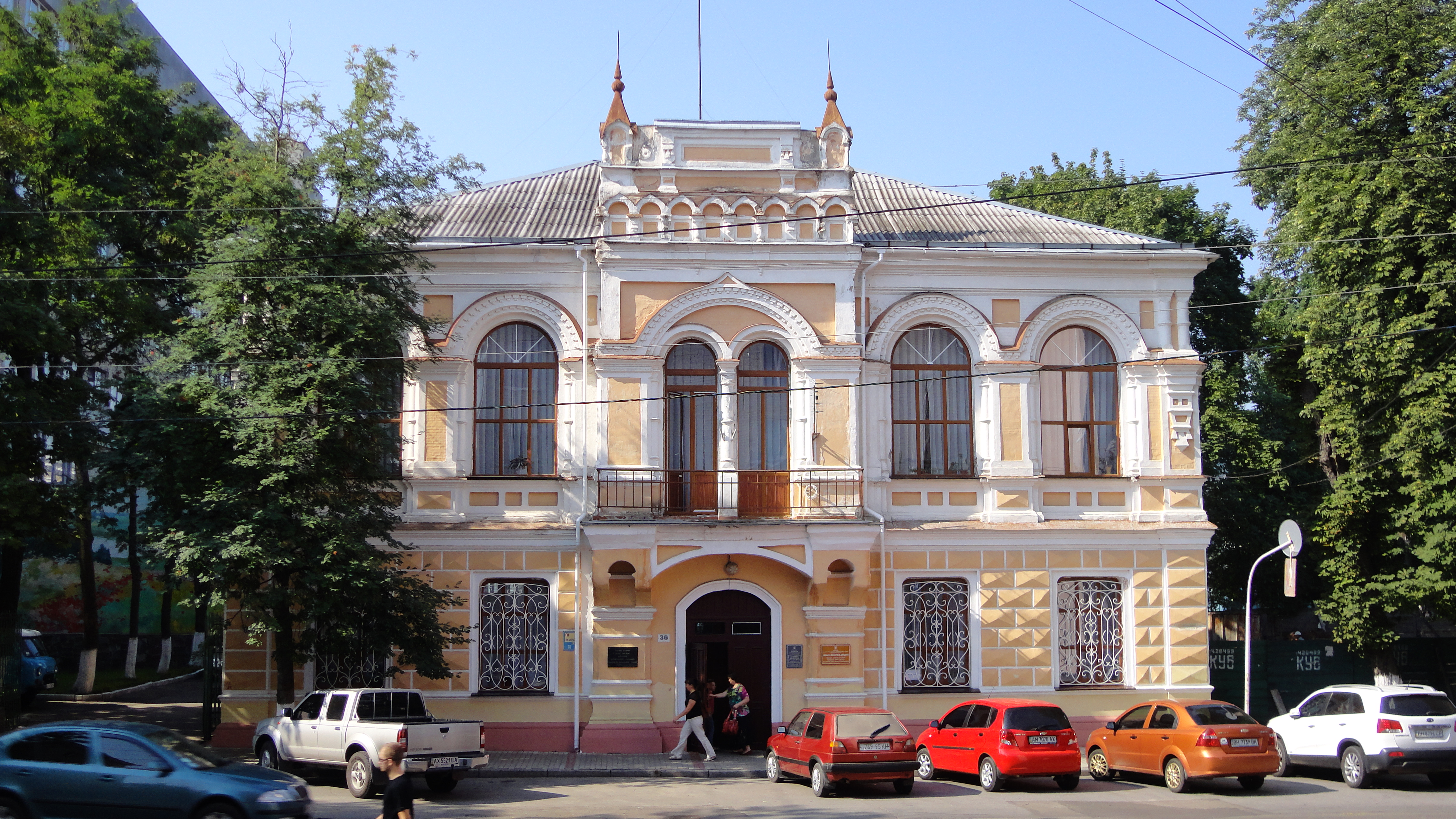
Житомирська обласна бібліотека для дітей

- Житомирська обласна універсальна наукова бібліотека ім. О. Ольжича
- Житомирська обласна наукова медична бібліотека (ОНМБ)
- Житомирська обласна бібліотека для юнацтва
- Житомирська обласна бібліотека для дітей

### Архітектурні пам'ятки та пам'ятники
У місті на обліку перебувають 74 пам'ятки історії, 24 пам'ятки археології, та 15 пам'яток монументального мистецтва (з яких одна — національного значення) Пам'яток архітектури та містобудування державного значення — 10, місцевого значення — 72.
Пам'ятки історико-культурного і релігійного значення у місті Житомирі включають:
- Келії єзуїтського монастиря (1724)
- Свято-Успенський архієрейський собор на Подолі (1874)
- Церква Святого Іакова (1837)
- Семінарійський костел Святого Йоана з Дуклі  (1842)
- Кафедральний собор Святої Софії (1789—1801)
- Свято-Михайлівський кафедральний собор (1856)
- Хрестовоздвиженська церква (1900)
- Свято-Преображенський кафедральний собор (1866—1874), (проєктував архітектор Рахау Карл Карлович)
- Лютеранська кірха (1896)
- Водонапірна вежа (1895).

Монумент Слави
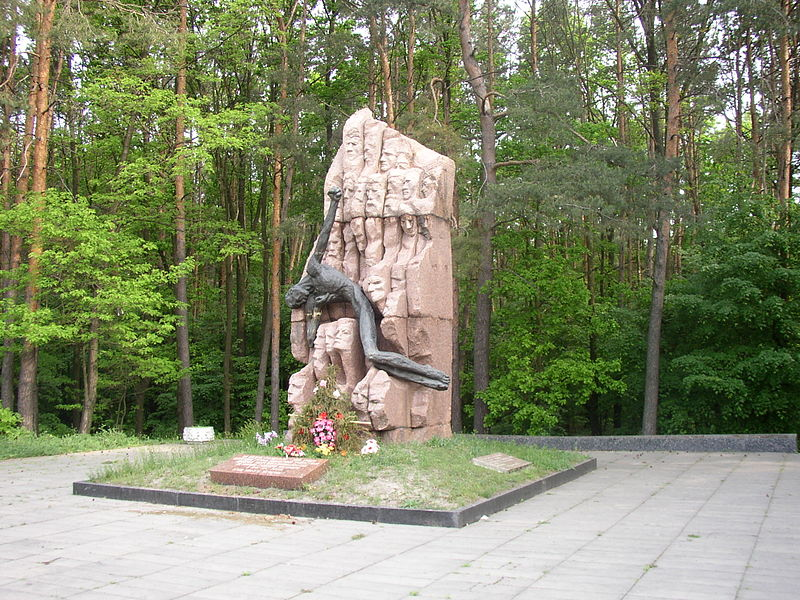
Меморіал жертвам фашизму
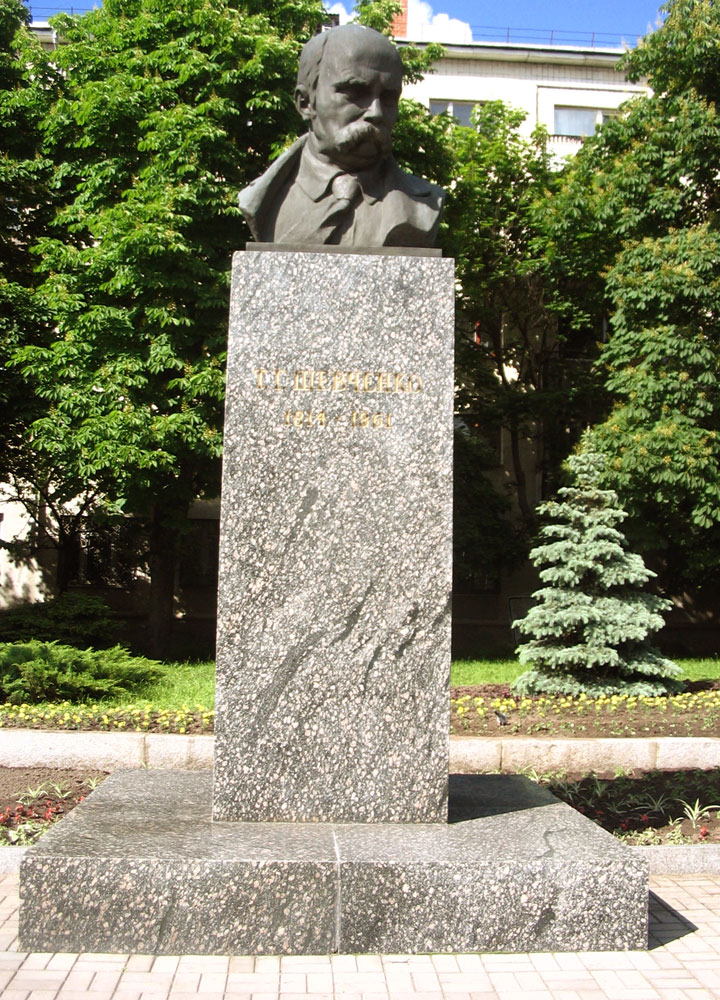
Пам'ятник Тарасові Шевченку

У 1996 році на Богунії був споруджений Меморіал «Жертвам фашизму», скульптор Йосип Табачник (пам'ятне місце розташування богунського концентраційного табору військовополонених).
У місті встановлені пам'ятники та меморіальні дошки Тарасу Шевченку, Олександру Довженку, Борису Тену, Володимиру Короленку, Сергію Корольову, Віктору Косенку, Івану Огієнку, Олегу Ольжичу, Михайлу Коцюбинському, Олександру Купріну, В'ячеславу Чорноволу, Валентину Грабовському, Юрію Гудзю, Ярославу Домбровському, Миколі Сціборському, Сергієві Бабичу та багатьом іншим видатним постатям.

## Храми міста

### Православна церква України
- Свято-Михайлівський кафедральний собор
- Церква Почаївської ікони Божої Матері
- Свято-Георгіївський храм
- Храм Святого Рівноапостольного Князя Володимира
- Храм Преподобних отців Києво-Печерських
- Каплиця Святого Миколая Чудотворця
- Свято-Юріївська козацька церква

### Українська православна церква (Московський патріархат)
- Спасо-Преображенський кафедральний собор[63][64]
- Свято-Хрестовоздвиженський кафедральний собор
- Свято-Успенський Архієрейський собор (Подільська церква)
- Свято-Анастасіївський жіночий монастир
- Храм Святителя Миколая Чудотворця
- Храм Святого Апостола Іакова
- Храм Покрови Божої Матері
- Каплиця Святого Благовірного Князя Олександра Невського
- Храм Святого Великомученика Пантелеймона
- Храм Святої Рівноапостольної Княгині Ольги

### Римо-католицька церква в Україні
- Собор Святої Софії

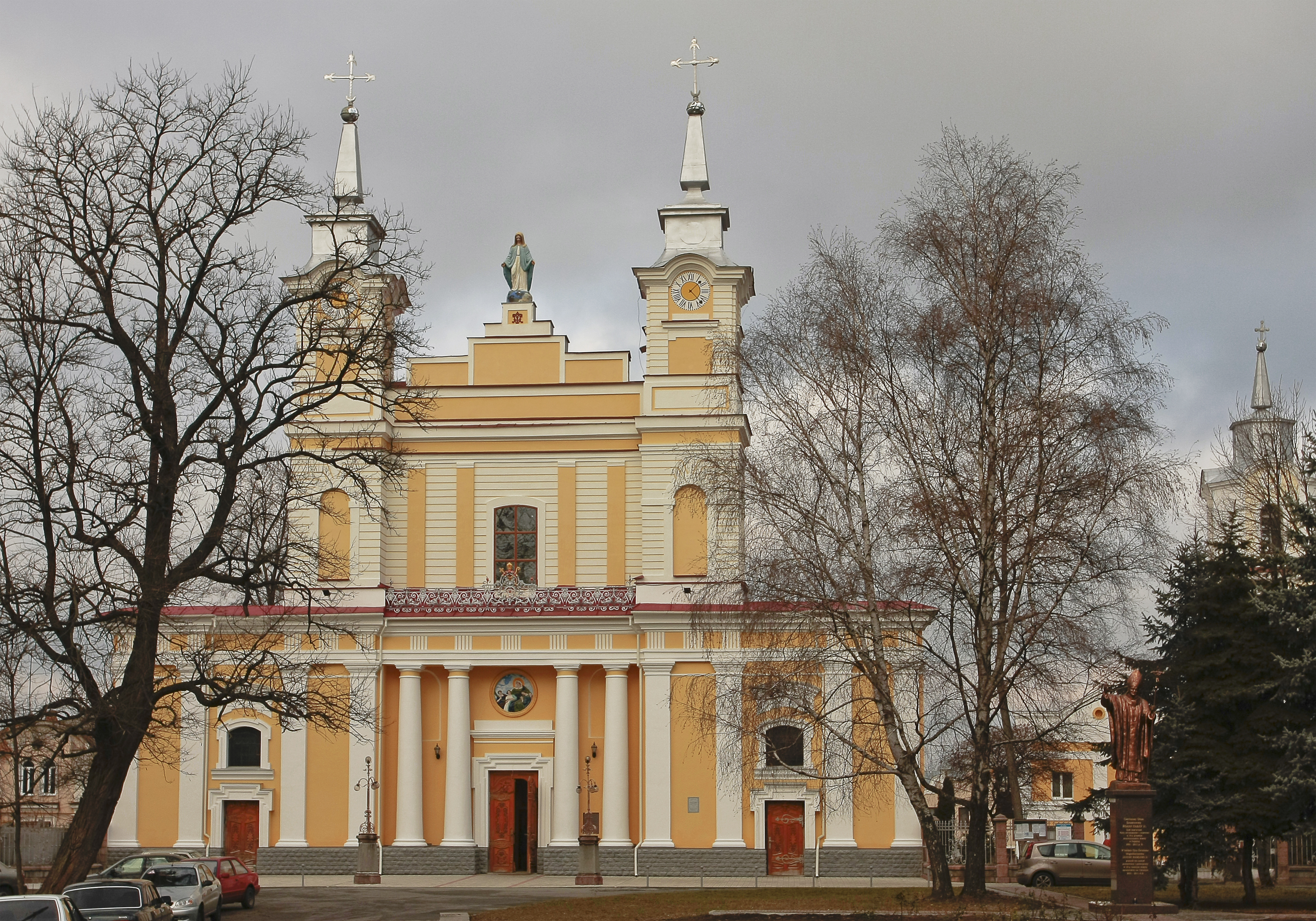
Собор святої Софії (Житомир)

- Семінарійський костел Святого Йоана з Дуклі
- Костел Святого Вацлава
- Монастир Сестер Бенедиктинок
- Каплиця Божого Милосердя

### Українська греко-католицька церква
- Церква Святого Василія Великого[65]
- Свято-Введенський жіночий монастир

Релігійні організації євангельських християн-баптистів
- Церква «Воскресіння»

## Засоби масової інформації

### Газети
- «Житомирщина»
- «Відлуння»
- «Клич нації»
- «Ваші ІНТЕРЕСи»
- «Субота»

### Телеканали
- Суспільне Житомир
- Телеканал «СК1»
- «Союз-ТВ»[66]

### FM-радіостанції
| № з/п | Частота, МГц | Назва                                            | Логотип | Юридична особа                              | Ліцензія                                   | Потужність | Адреса вежі            | Передавач            | RDS                                                                                                   |  |
| ----- | ------------ | ------------------------------------------------ | ------- | ------------------------------------------- | ------------------------------------------ | ---------- | ---------------------- | -------------------- | --- |  |
| 1     | 87,6         | Шлягер FM                                        |         | ТОВ ТРК "Шансон"                            | L11-01714                                  | 0,2        | вул. Покровська, 236   | ТРК «Ефір»           | SHLAGER ***** Pop Music + RT: Shlager - Reklama 097 2369 000 - shlager.fm ***** PI Code: 62D8 + AF    |  |
| 2     | 89,7         | Champion Radio                                   |         | ТОВ "ФМ МЕДІА ГРУП"                         | L11-02024                                  | 0,5        | вул. Покровська, 236   | ТРК «Ефір»           | CHAMPION ***** PI Code: 897F                                                                          |  |
| 3     | 90,6         | «Радіо Культура»                                 |         | АТ «НСТУ»                                   | L11-01063                                  | 1          | вул. Покровська, 236   | ТРК «Ефір»           | |  |
| 4     | 91,1         | Радіо «П'ятниця»                                 |         | ТОВ "Новий обрій"                           | L11-00204                                  | 0,1        | вул. Покровська, 236   | ТРК «Ефір»           | 91.1MHz / Radio P'iatnytsia Zhytomir Tel: 40-44-47 (dynamic) ***** Pop Music ***** PI Code: 6211 + AF |  |
| 5     | 98,2         | «Мелодія FM»                                     |         | ТОВ ТРК "Радіо Кохання"                     | L11-01425                                  | 0,25       | вул. Покровська, 236   | ТРК «Ефір»           | |  |
| 6     | 100,7        | «Радіо ROKS»                                     |         | ПП Фірма "Лямін"                            | L11-00644                                  | 0,5        | вул. Покровська, 236   | ТРК «Ефір»           | ROKS ***** Rock Music + RT: Radio Data Sample message .. Max 64 chars here ***** PI Code: 62E4 + AF   |  |
| 7     | 101,3        | Radio Relax                                      |         | ТОВ "ТРК Онікс"                             | L11-00161                                  | 1          | вул. Перемоги, 1       | щогла «Орта-Форум»   | RELAX ***** Varied + RT: RELAX ***** PI Code: 62E6 + AF                                               |  |
| 8     | 101,7        | «Радіо Байрактар»                                |         | ТОВ ТРО "Радіо Україна"                     | L11-00659                                  | 1          | вул. Покровська, 236   | ТРК «Ефір»           | |  |
| 9     | 102,2        | «NewDay FM»                                      |         | ТОВ ЖМРК "Крок Радіо"                       | L11-00933                                  | 0,5        | вул. Домбровського, 86 |                      | |  |
| 10    | 102,7        | «Наше радіо»                                     |         | ТОВ "Наше радіо"                            | L11-00354                                  | 1          | вул. Покровська, 236   | ТРК «Ефір»           | NASHE ***** Pop Music + AF                                                                            |  |
| 11    | 103,4        | «Українське радіо» / «Українське радіо. Житомир» |         | АТ «НСТУ»                                   | L11-01052                                  | 5          |                        | Житомирська телевежа | |  |
| 12    | 103,9        | «Радіо НВ»                                       |         |                                             | L11-00051                                  | 1          | вул. Покровська, 236   | ТРК «Ефір»           | RADIO NV ***** News + RT: RADIO NV ZHITOMIR ***** PI Code: 62D3 + AF                                  |  |
| 13    | 104,5        | «Армія FM»                                       |         | Центральна ТРС Міністерства оборони України | Тимчасовий дозвіл від 28 вересня 2023 року | 0,1        | вул. Покровська, 236   | ТРК «Ефір»           | |  |
| 14    | 104,9        | «Радіо Марія»                                    |         | ПП РК "Супер-Нова"                          | L11-00658                                  | 1          | вул. Перемоги 1        | щогла «Орта-Форум»   | Maria ***** PI Code: 6000                                                                             |  |
| 15    | 105,6        | «Радіо Промінь»                                  |         | АТ «НСТУ»                                   | L11-01064                                  | 1          | вул. Покровська, 236   | ТРК «Ефір»           | |  |
| 16    | 106,1        | «106,1 FM»                                       |         | ТОВ «Житомирська РК»                        | L11-01188                                  | 0,5        | вул. Сціборського, 6-А |                      | PI Code: C719                                                                                         |  |
| 17    | 106,9        | «Хіт FM»                                         |         | ТОВ ТРК "Медіа маркет"                      | L11-00641                                  | 0,2        | вул. Покровська, 236   | ТРК «Ефір»           | |  |
| 18    | 107,3        | «Авторадіо»                                      |         | ТОВ «МОРЕ.ФМ»                               | L11-01849                                  | 0,5        | вул. Покровська, 236   | ТРК «Ефір»           | AVTO / Radio 107.3 Zhytomir Tel: 47-00-47 (dynamic) ***** PI Code: 62F9 + AF                          |  |
| 19    | 107,7        | «Lux FM»                                         |         | ПрАТ ТРК "Люкс"                             | L11-00586                                  | 1          | вул. Перемоги, 1       | щогла «Орта-Форум»   | |  |

### УКХ-радіостанції
| № з/п | Частота, МГц | Назва       | Потужність | Адреса вежі | Передавач |
| ----- | ------------ | ----------- | ---------- | ----------- | --------- |
| 1     | 70,04        | Радіо Марія | 2          |             | ЖФКРРТ    |

## Відомі особи
- 1640 — Дробиш Тушинський, польський письменник, мемуарист.
- 1836 — Ярослав Домбровський, польський політик, військовий діяч.
- 1868 — Война Володимир Іларіонович, полковник Армії УНР, начальник частини артилерійського постачання головного артилерійського управління Військового міністерства УНР.
- 1870 — Заіковський Володимир Олександрович, полковник Армії УНР, начальник Київського артилерійського складу.
- 1874 — Антоній Качинський, Генерал-майор Армії Польщі.
- 1874 — Гамченко Євген Спиридонович, генерал-хорунжий Армії УНР.
- 1876 — Ковальський Олександр Миколайович, полковник Армії УНР.
- 1880 — Годило-Годлевський Олександр Єлізарович, полковник Армії УНР.
- 1882 — Величківський Микола Іванович, економіст, голова Української Національної Ради.
- 1891 — Кіпніс Александр — американський оперний співак (бас) українського походження.
- 1895 — Лятошинський Борис Миколайович, український композитор.
- 1898 — Сціборський Микола Орестович, український державний та військовий діяч.
- 1906 — Корольов Сергій Павлович, радянський вчений у галузі ракетобудування та космонавтики, конструктор.
- 1907 — Кандиба Олег Олександрович, український поет, археолог і політичний діяч, син Олександра Олеся.
- 1910 — Константинопольський Олександр Маркович — шахіст, гросмейстер міжнародного класу.
- 1939 — Шевчук Валерій Олександрович, український письменник-шістдесятник.
- 1960 — Влащенко Наталя Вікторівна, українська журналістка, театрознавець.
- 1966 — Вернидуб Юрій Миколайович — радянський футболіст, український футбольний тренер.
- 1982 — Форманчук Олександр Іванович — український актор театру, кіно, телебачення та дубляжу, Народний артист України (2021).
- 1991 — Лесик Панасюк — український поет, перекладач, митець і дизайнер.

### Проживали
- 1715—1788 — Каєтан Солтик, польський церковний і державний діяч, єпископ київський (1756—1759) і краківський (1759—1788).
- 1894—1899 — Дубовський Ігнатій, титулярний архієпископ Римо-Католицької церкви.
- 1948—1952 — Білаш Олександр Іванович, український композитор і педагог.
- 1959—1960 — Банніков Віктор Максимович, радянський футболіст.
- 1989—1994 — Харчишин Валерій Володимирович, український рок-музикант, лідер гурту «Друга Ріка».

## Міста-побратими
- Битом, Республіка Польща (26 березня 2018)[67][68][69]
- Віла-Нова-де-Фамалікан, Португалія (20 липня 2022)[69][70]
- Гдиня, Республіка Польща (31 травня 2022)[71][69][…]
- Дачжоу, КНР (27 березня 2018)[67][72][69]
- Катовиці, Республіка Польща[73]
- Кутаїсі, Грузія (26 березня 2018)[67][74][…]
- Люблін, Республіка Польща (28 грудня 2023)[75][76]
- Монтана, Болгарія (26 березня 2018)[77][69]
- Плоцьк, Республіка Польща (26 березня 2018)[67][78][69]
- Сапопан, Мексика
- Шанло, КНР (2 квітня 2018)[79][67][…]
- Янчжоу, КНР (2009)[80]

## Галерея

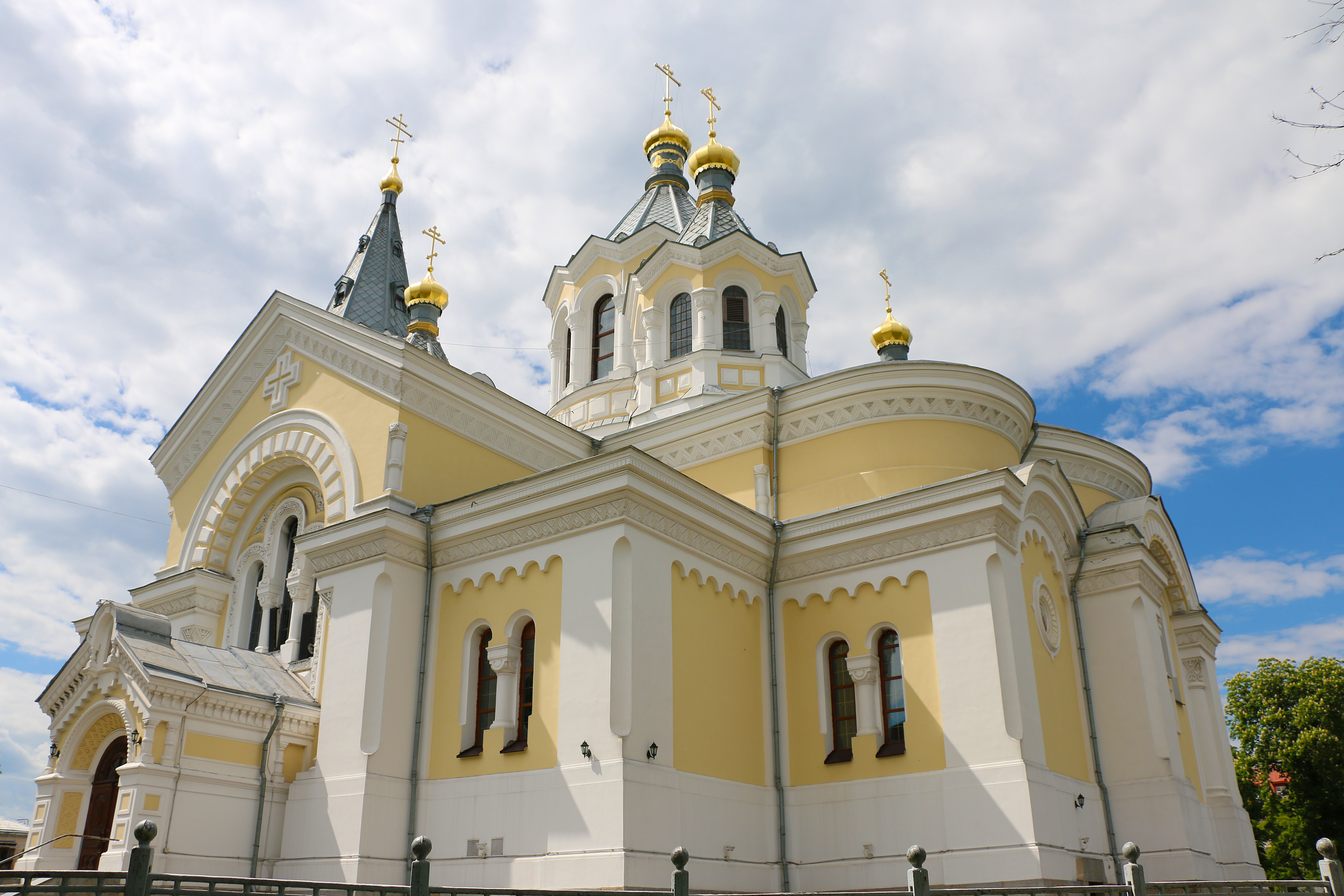
Свято-Преображенський кафедральний собор
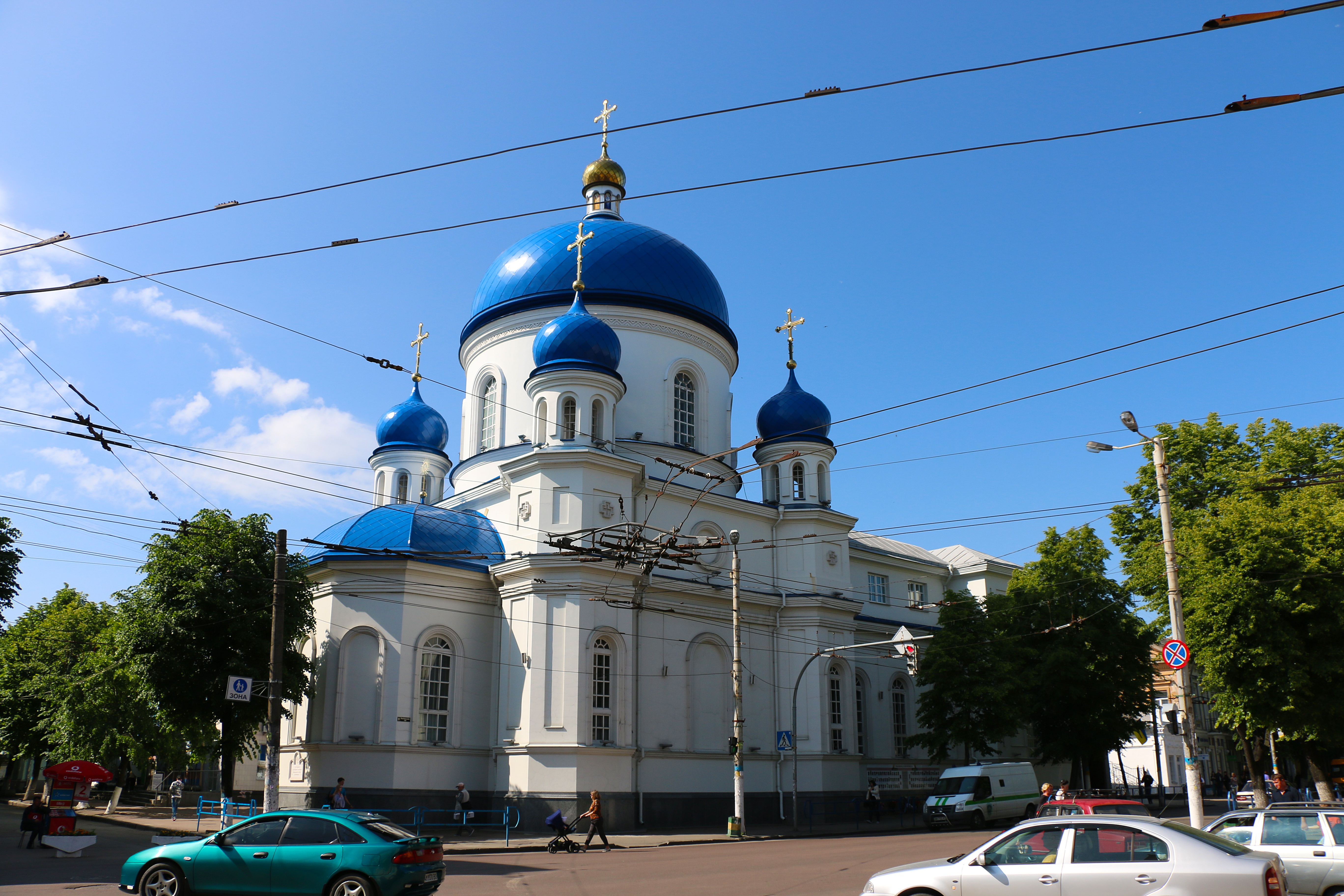
Свято-Михайлівський кафедральний собор, (1856)
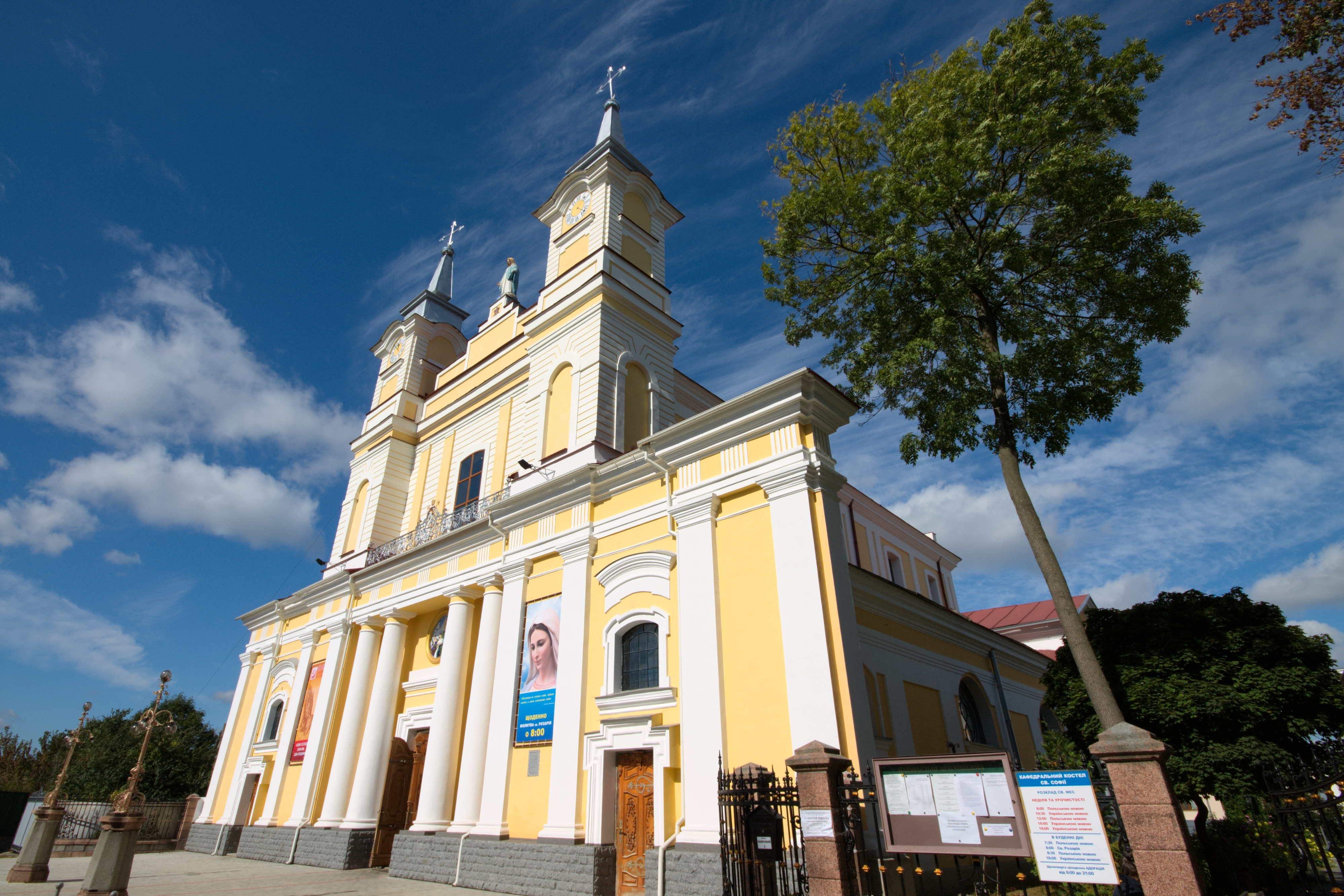
Кафедральний собор Святої Софії
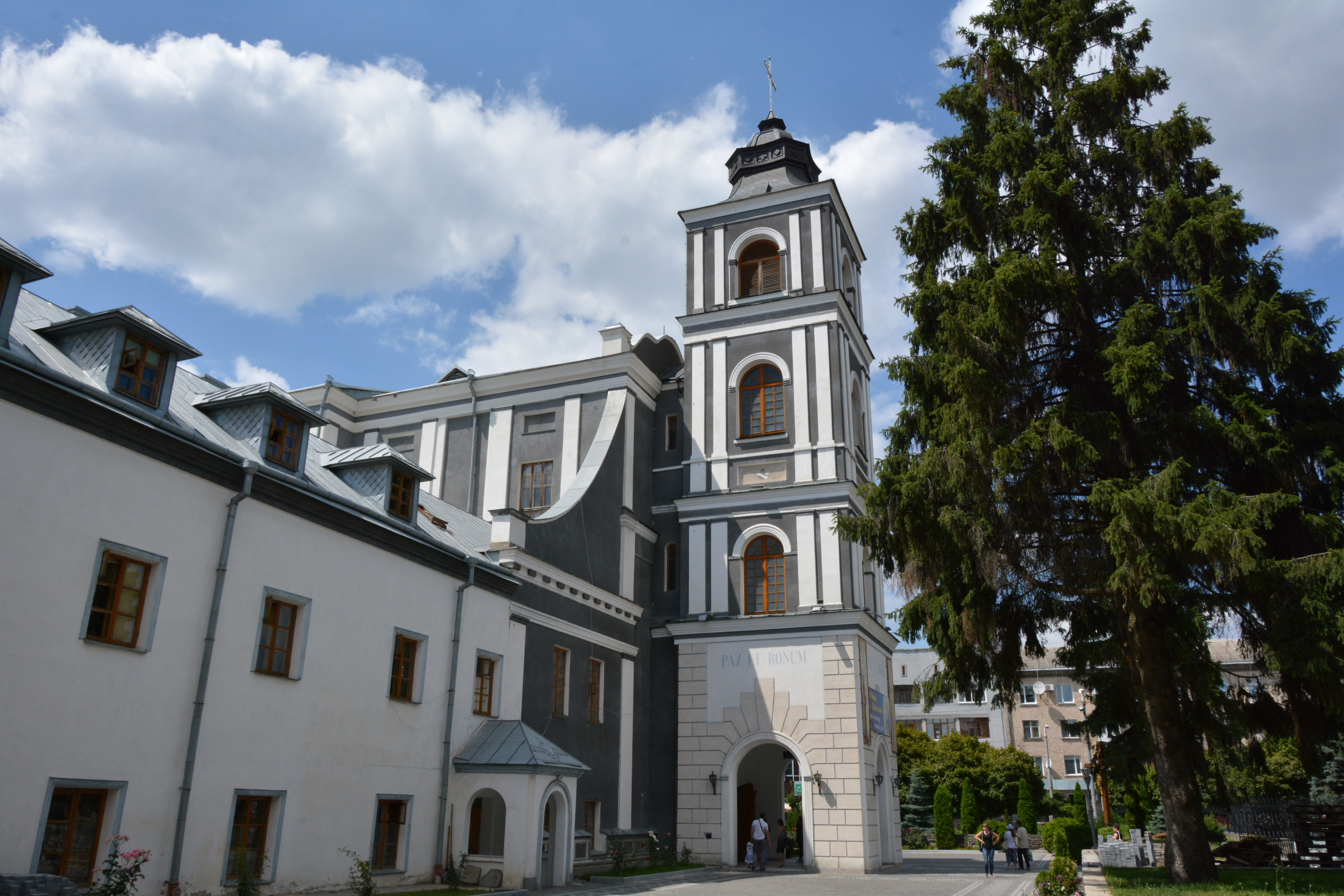
Семінарійський костел Святого Йоана з Дуклі

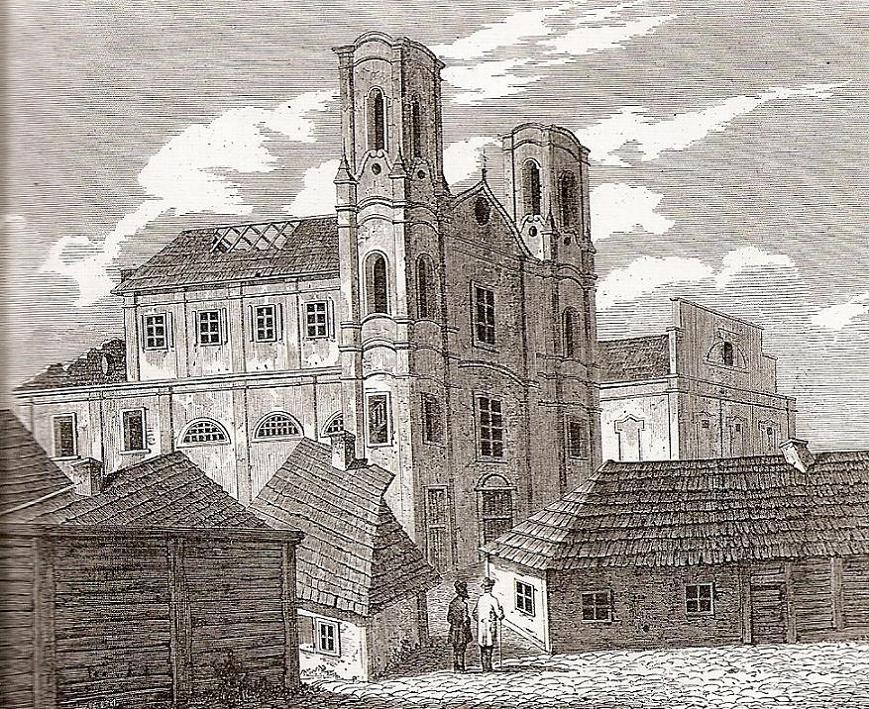
Зруйнований костел єзуїтів  (1724)
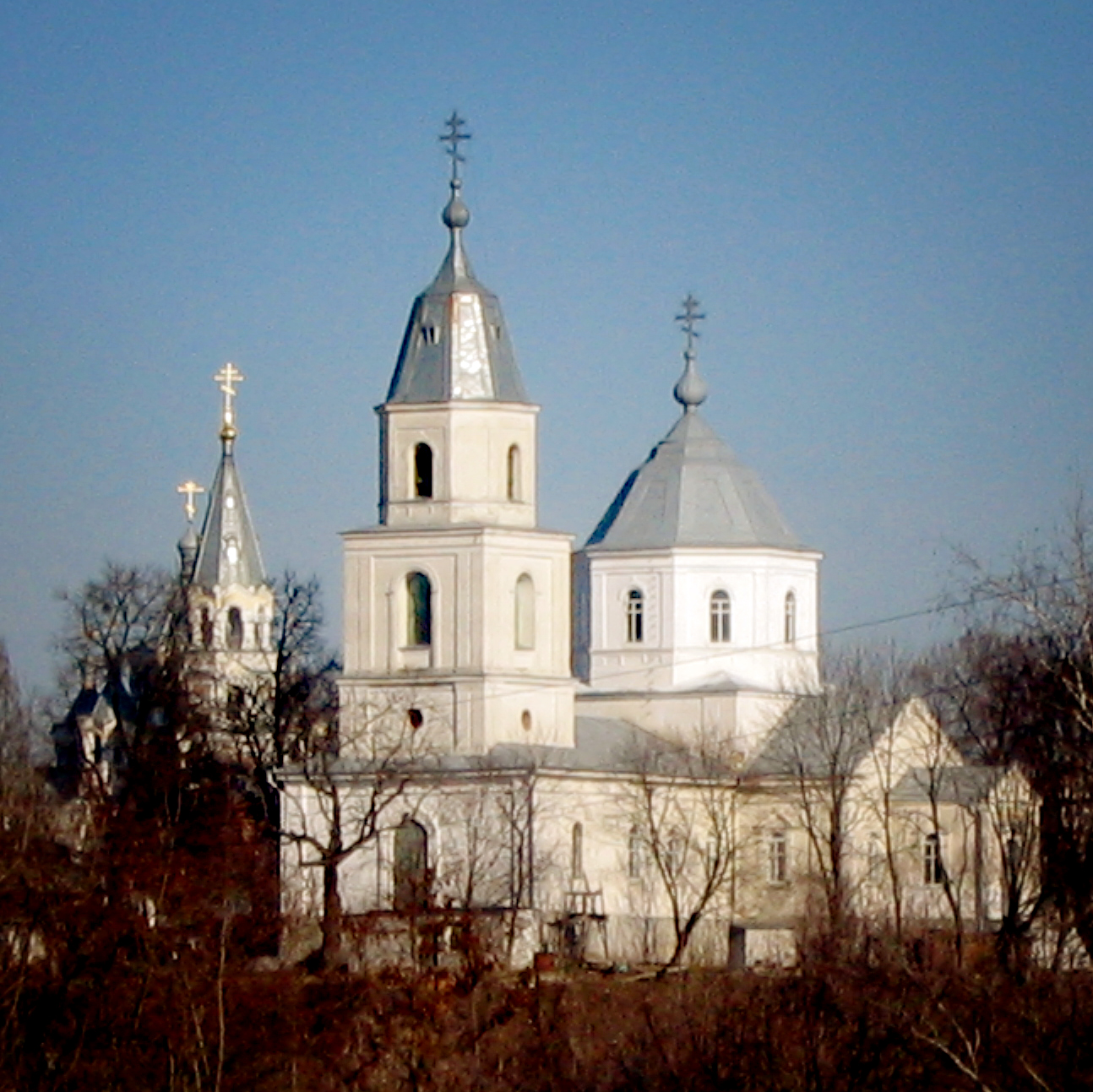
Свято-Успенський Архієрейський собор (1874)
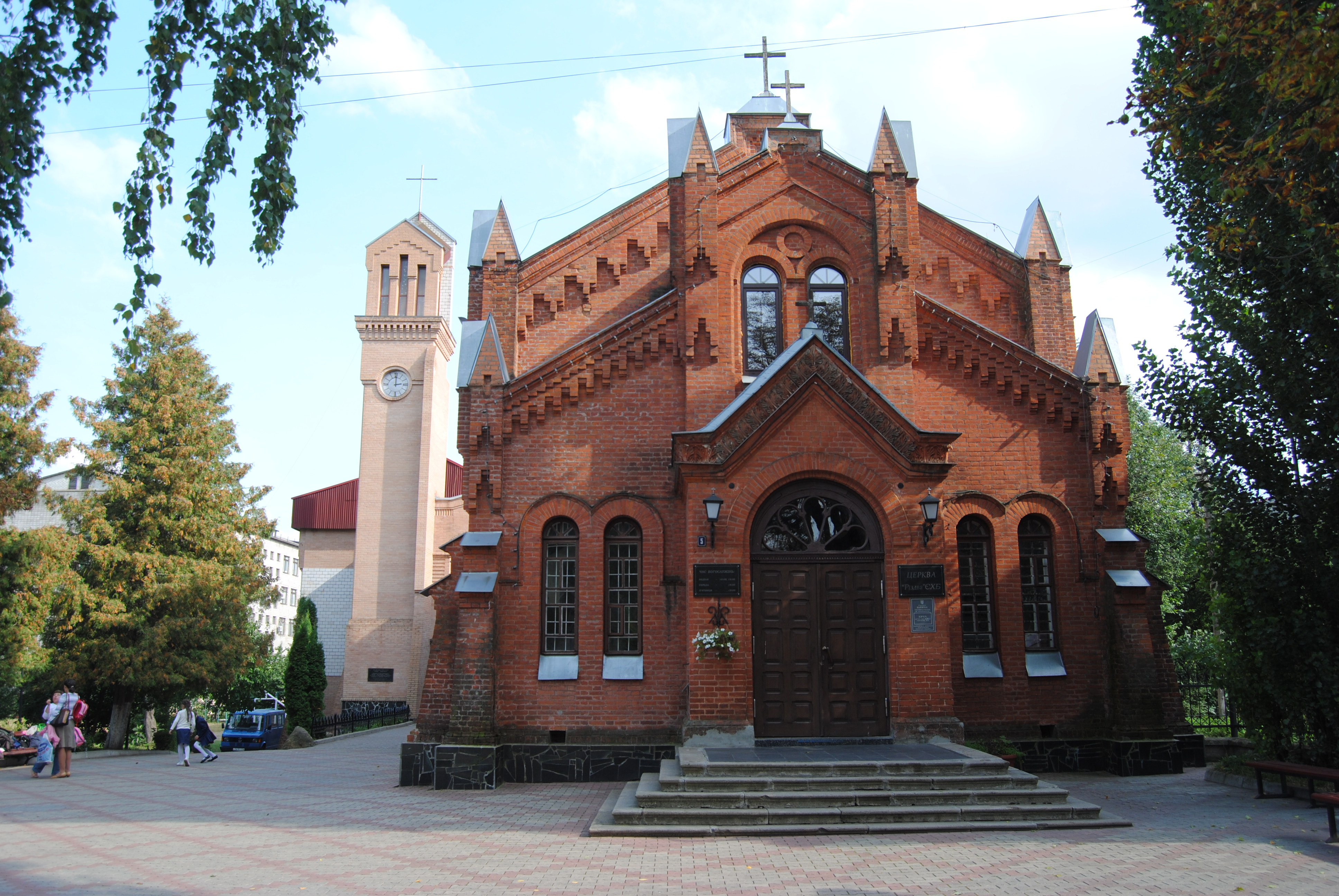
[[Лютеранська кірха (Житомир)|Лютеранська кірха (1896)]]
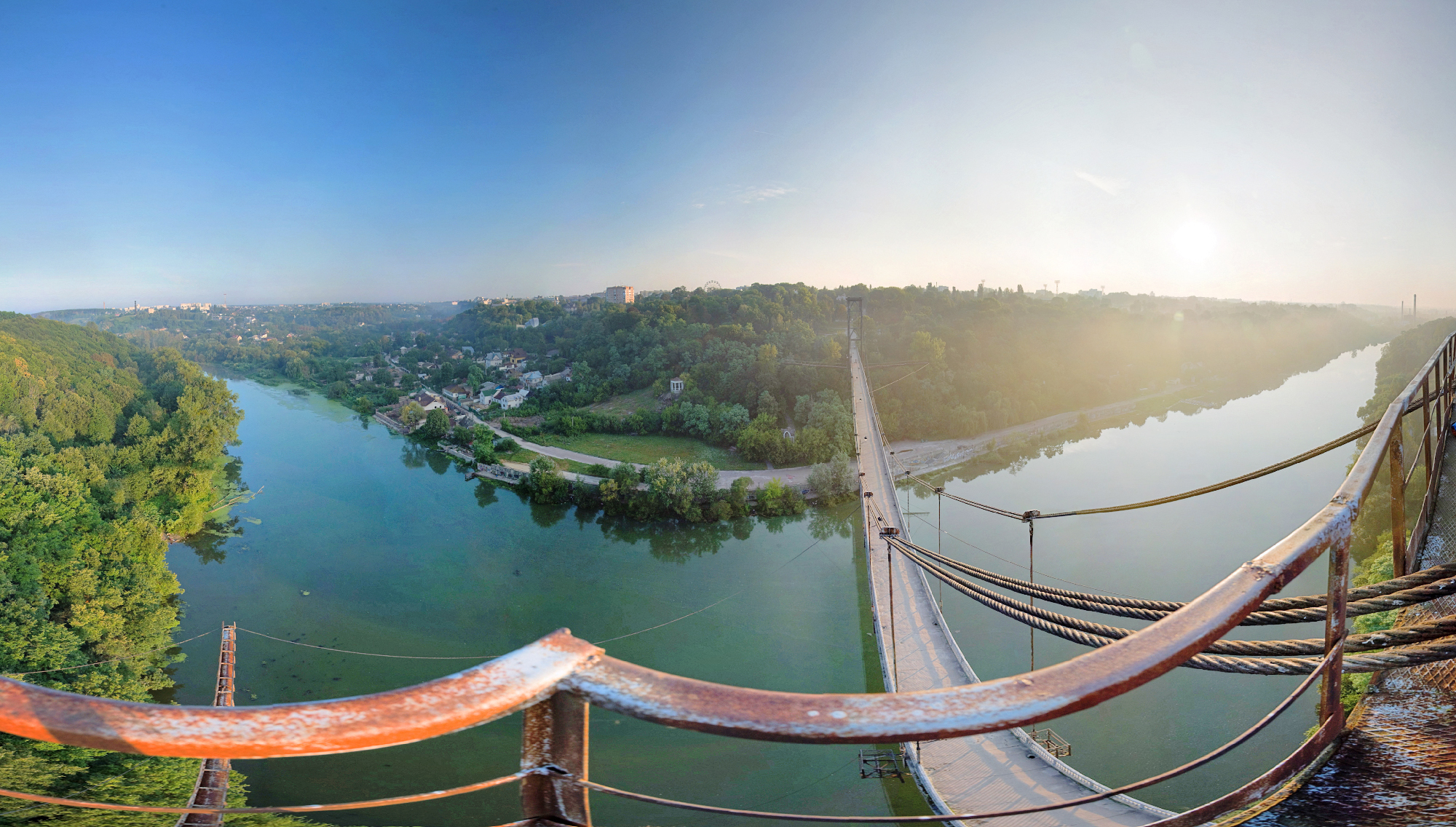
Краєвид на парк Гагаріна з висоти вантового моста